# Église Notre-Dame de Mousty
L'église Notre-Dame de Mousty est une église de style roman et classique située à Mousty, section de la ville belge d'Ottignies-Louvain-la-Neuve, dans la province du Brabant wallon.

## Historique

### Historique de l'église
L'église Notre-Dame de Mousty a peut-être été bâtie sur le site (ou à proximité) d'une villa gallo-romaine.
L'édifice est une église de style roman mosan datant du XIe siècle, remplaçant probablement une église en bois dont on n'a plus de traces, qui fut transformée à l'époque classique, au XVIIIe siècle (1729, 1744 et 1772).
L'église dépendait probablement du XIe au  XIIIe siècle d'un petit chapitre de chanoines. L'étymologie du lieu - Mousty (Moustiers en 1230) dérivant en effet du latin monasterium - en est peut-être une trace mais ce mot pouvait dénommer simplement des lieux de culte, sans pour autant qu'une communauté religieuse y soit attachée.
Le chœur, le transept, la nef et la crypte de l'église font l'objet d'un classement au titre des monuments historiques depuis le 29 mai 1952. Elle est classée dans sa totalité à l'exception du porche depuis le 25 juin 1986.
L'église a fait l'objet d'une rénovation importante de 1967 à 1969.

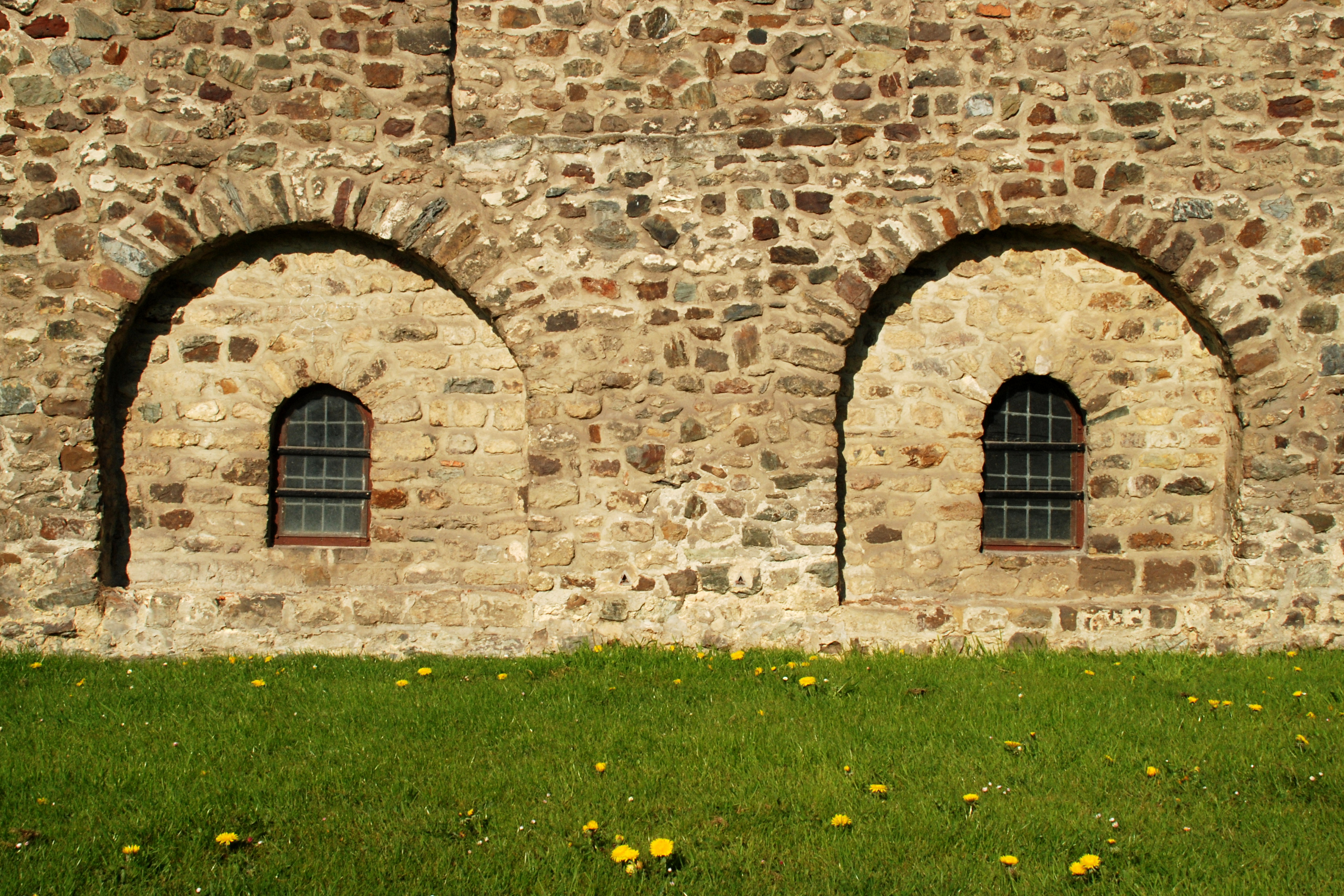
Les arcades romanes de la base du chevet.

### Historique de la place de l'Église
« L'ancien village se concentrait à proximité de la place de l'Église et de la chaussée Provinciale. Cette place triangulaire rassemblait l'église Notre-Dame et son presbytère, la première école avant la création de l'école communale à la fin du XIXe siècle, une ancienne ferme, une ancienne auberge et quelques habitations des XVIIIe et XIXe siècles. Autrefois pavée et plantée d'un arbre de la Liberté, cette place identifiait bien le centre du village. En 1970, lors de l'élargissement de la rue de la Station qui la borde du côté nord, elle a été rétrécie et a perdu tout aspect convivial, ne servant plus aujourd'hui que de parking ».

## Architecture extérieure

### Le chevet

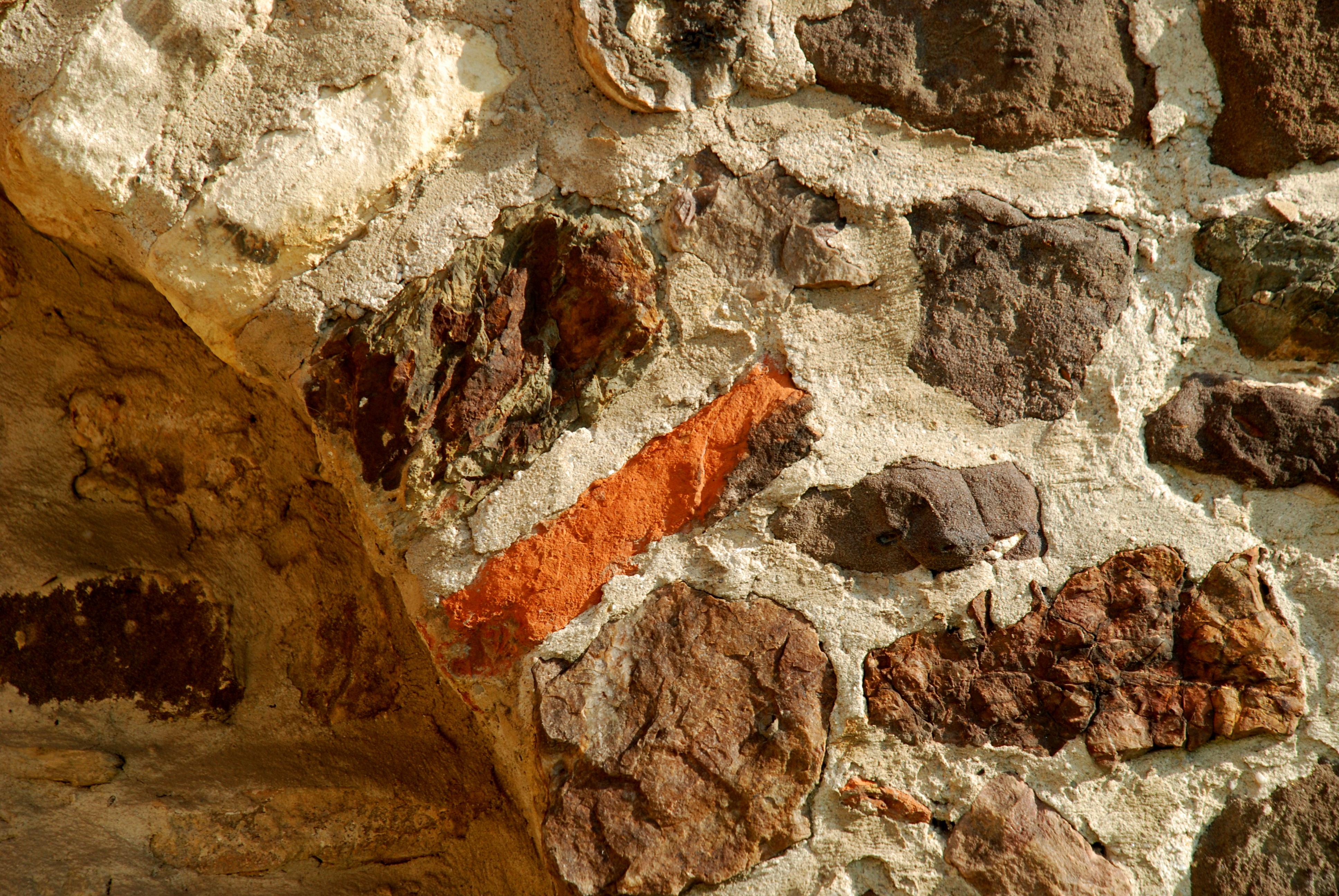
Fragment de brique ou de tuile gallo-romaine.

L'église possède un chevet carré dont la partie inférieure est romane et la partie supérieure date du XVIIIe siècle.
La partie romane est constituée de moellons assemblés en opus incertum parmi lesquels on distingue des morceaux de tuiles et de briques provenant probablement d'une villa gallo-romaine.
Elle est ornée d'une grande arcade aveugle et est percée à sa base d'arcades en plein cintre percées chacune d'une petite fenêtre cintrée (restaurée) éclairant la crypte. Le chevet compte deux arcades complètes sur sa face orientale et deux arcades incomplètes sur ses faces nord et sud, interrompues par les sacristies en brique édifiées ultérieurement.
La partie haute des façades du chevet date du XVIIIe siècle et est constituée de briques. Les façades latérales du chevet sont surmontées d'une frise de dents d'engrenage en briques.

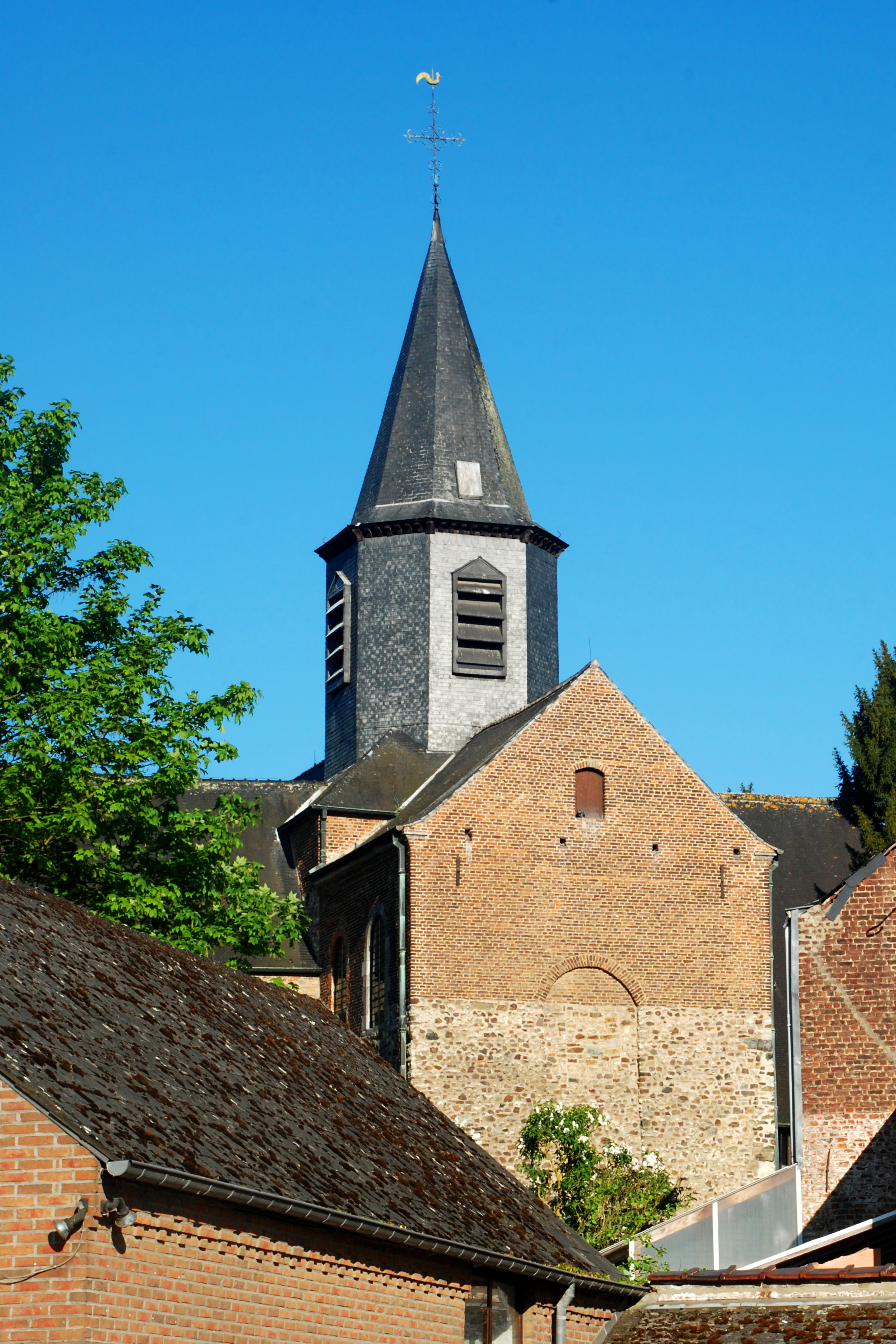
Le chevet vu de l'est.
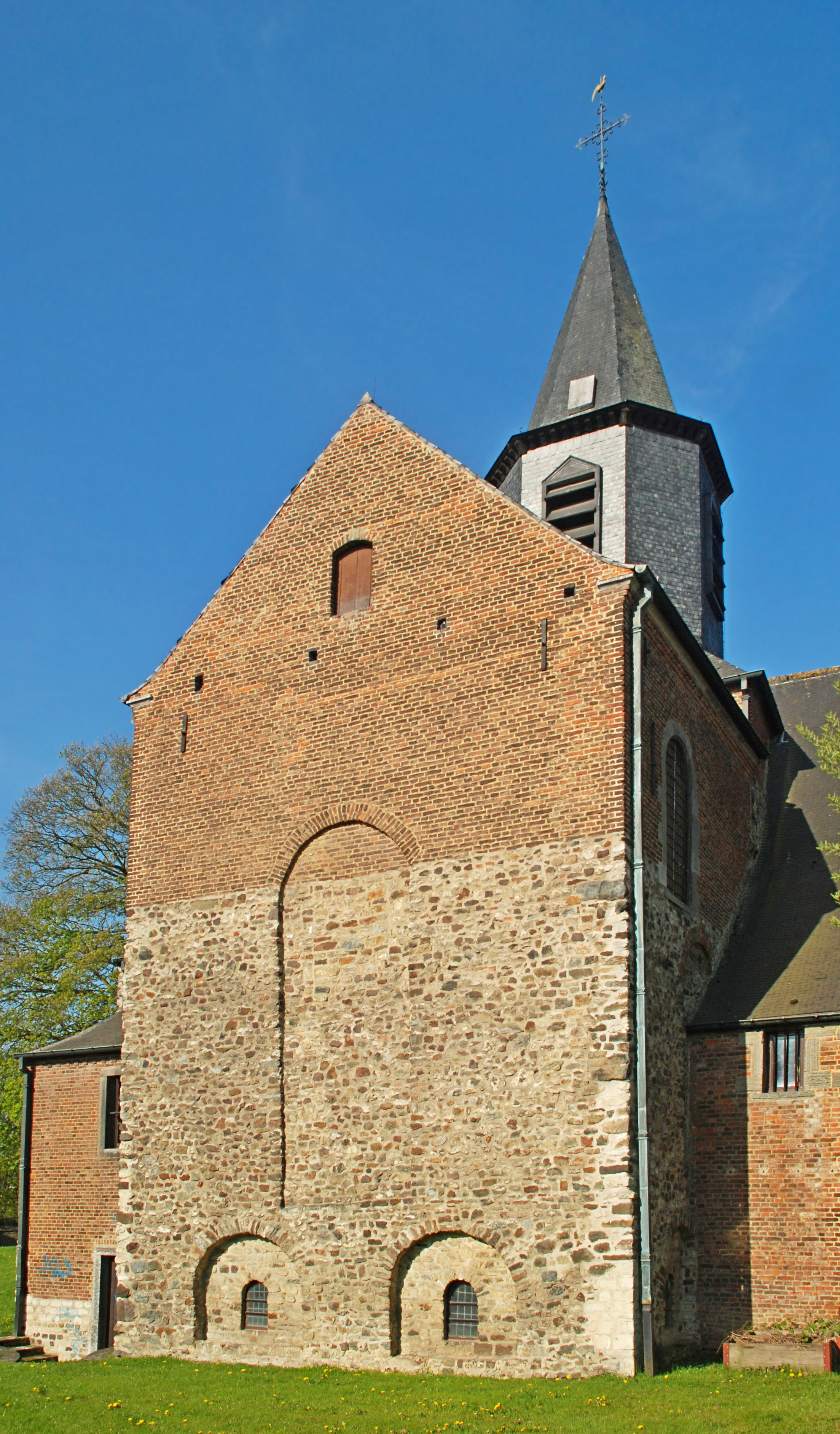
Le chevet.
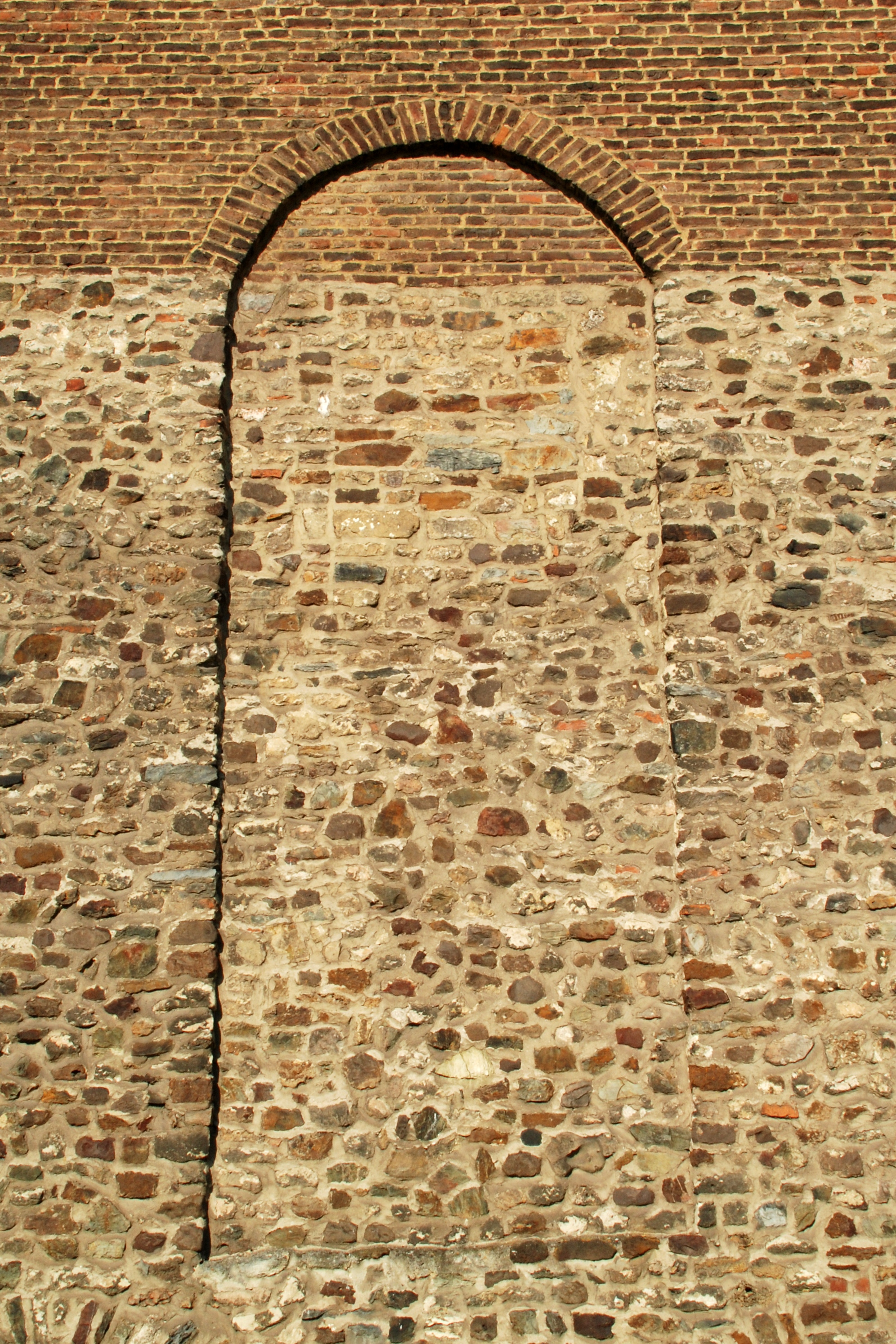
Arcade aveugle.
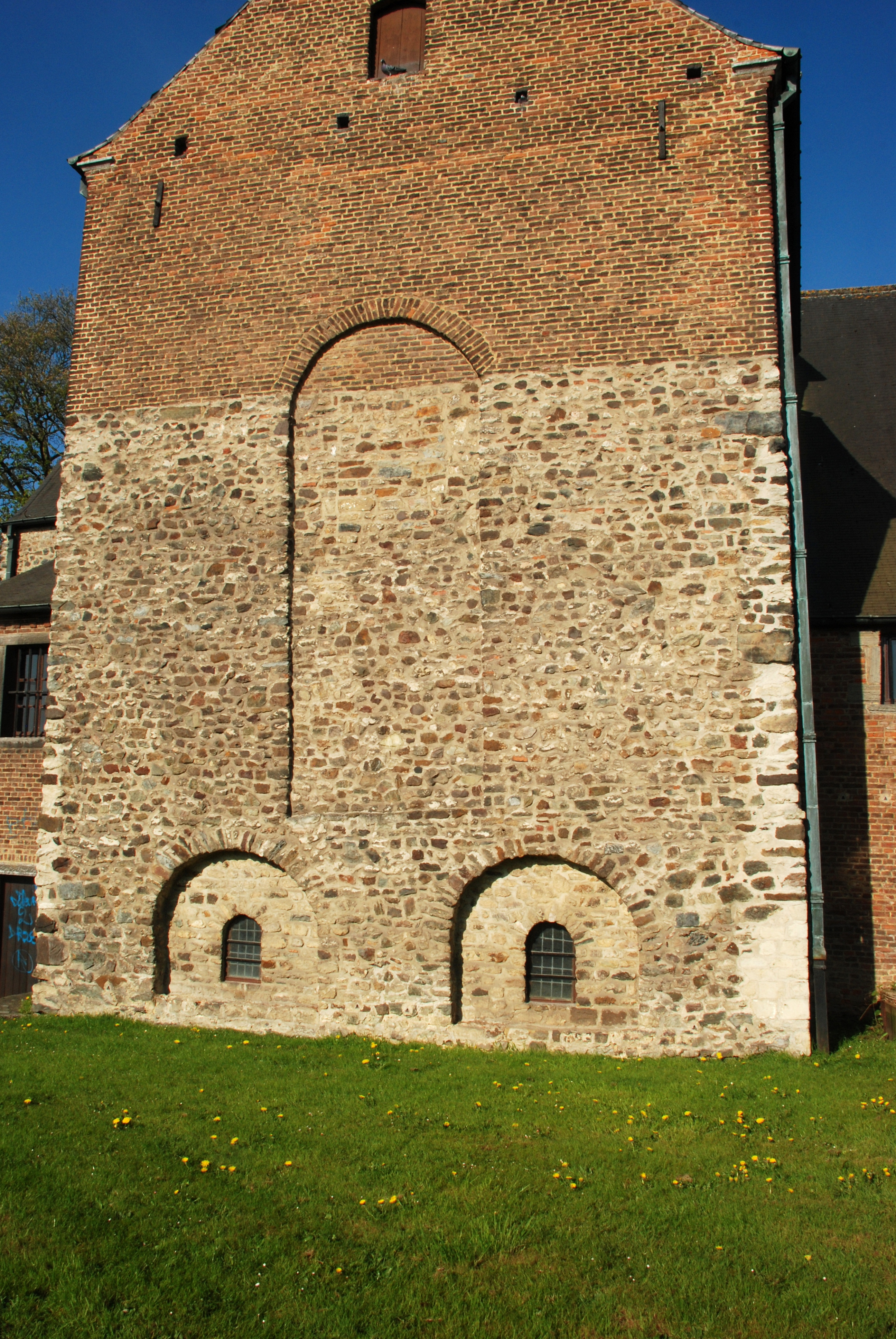
Maçonnerie romane.
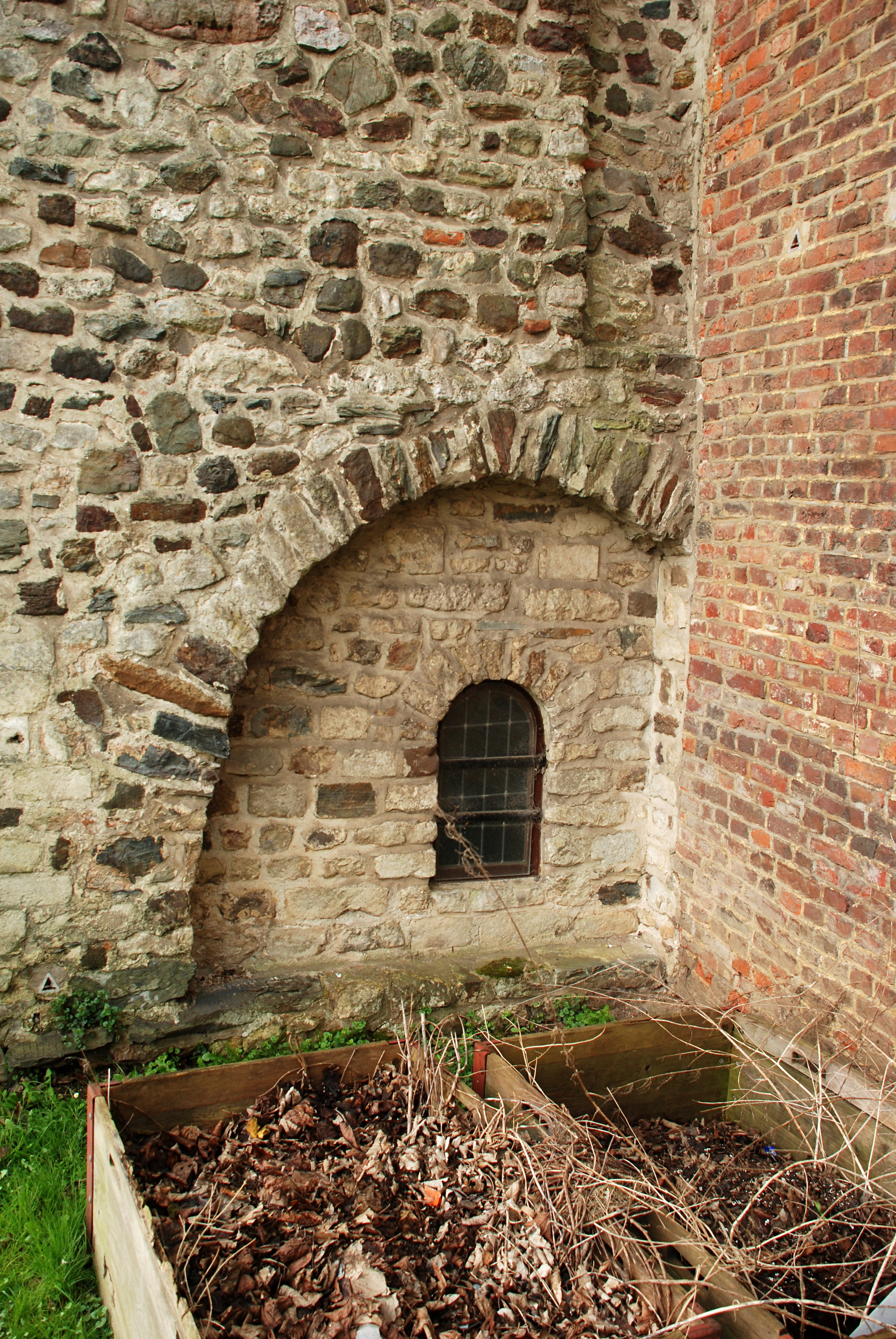
Arcade romane nord.

### Le transept

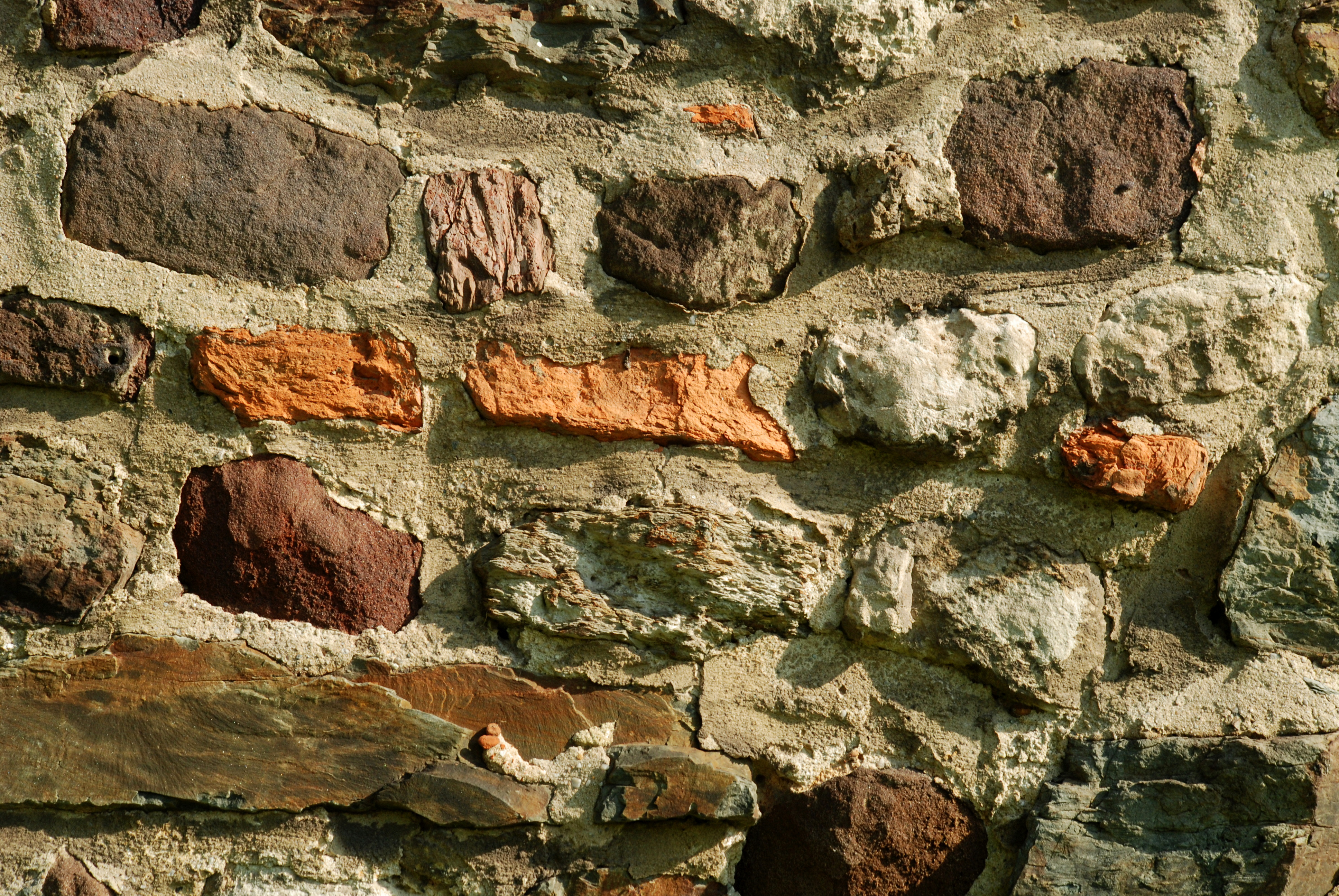
Fragment de brique gallo-romaine inclus dans la maçonnerie du transept.

Tout comme le chevet, le transept possède une partie inférieure romane et une partie supérieure datant du XVIIIe siècle et plus particulièrement de 1744 comme l'atteste la date inscrite en briques noires sur le pignon à épis du bras méridional du transept.
Ici aussi, la partie romane est constituée de moellons assemblés en opus incertum parmi lesquels on distingue des morceaux de tuiles et de briques provenant probablement d'une villa gallo-romaine et utilisés en remploi.
La partie haute des façades du transept date de 1744 et est constituée de briques.

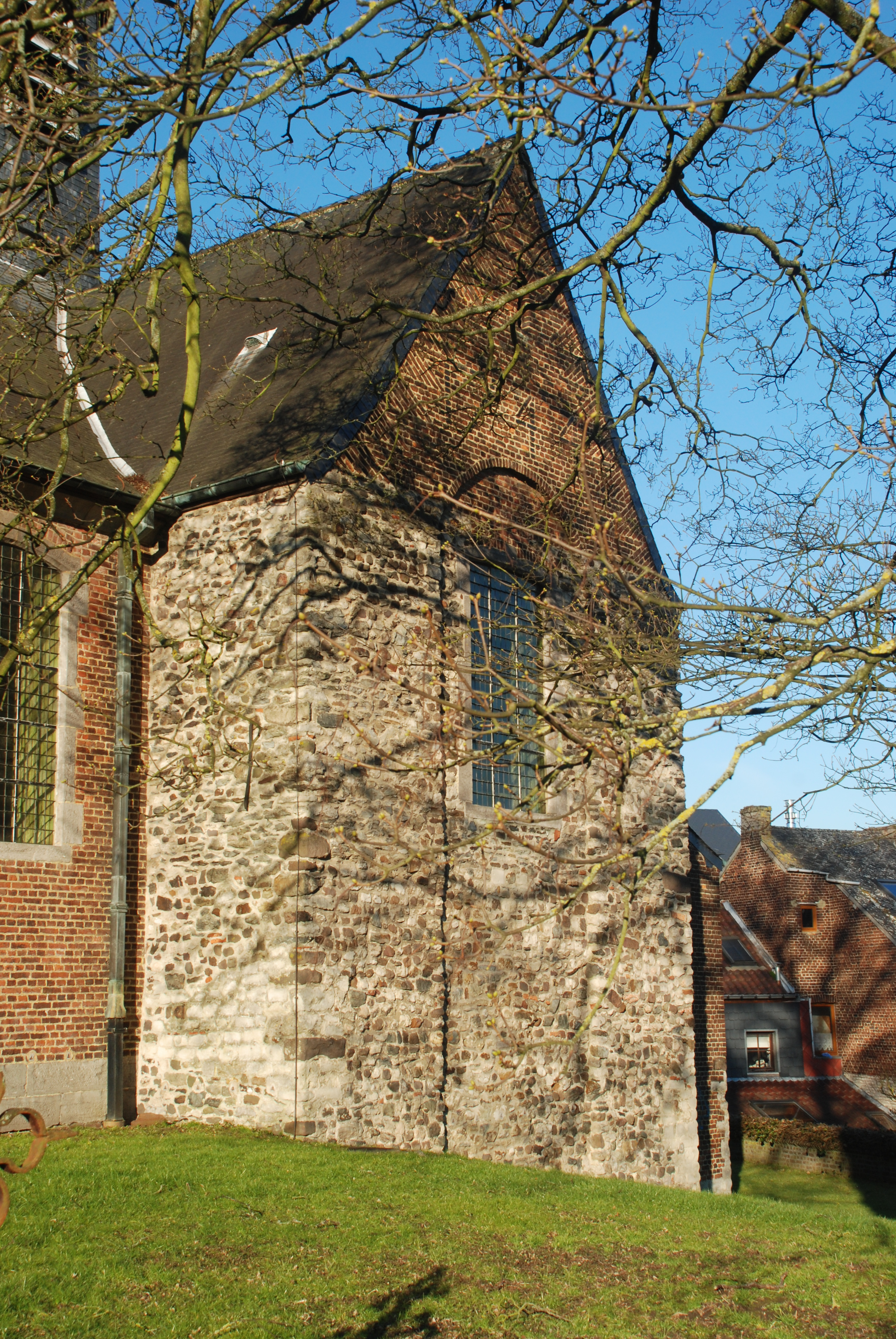
Le transept.
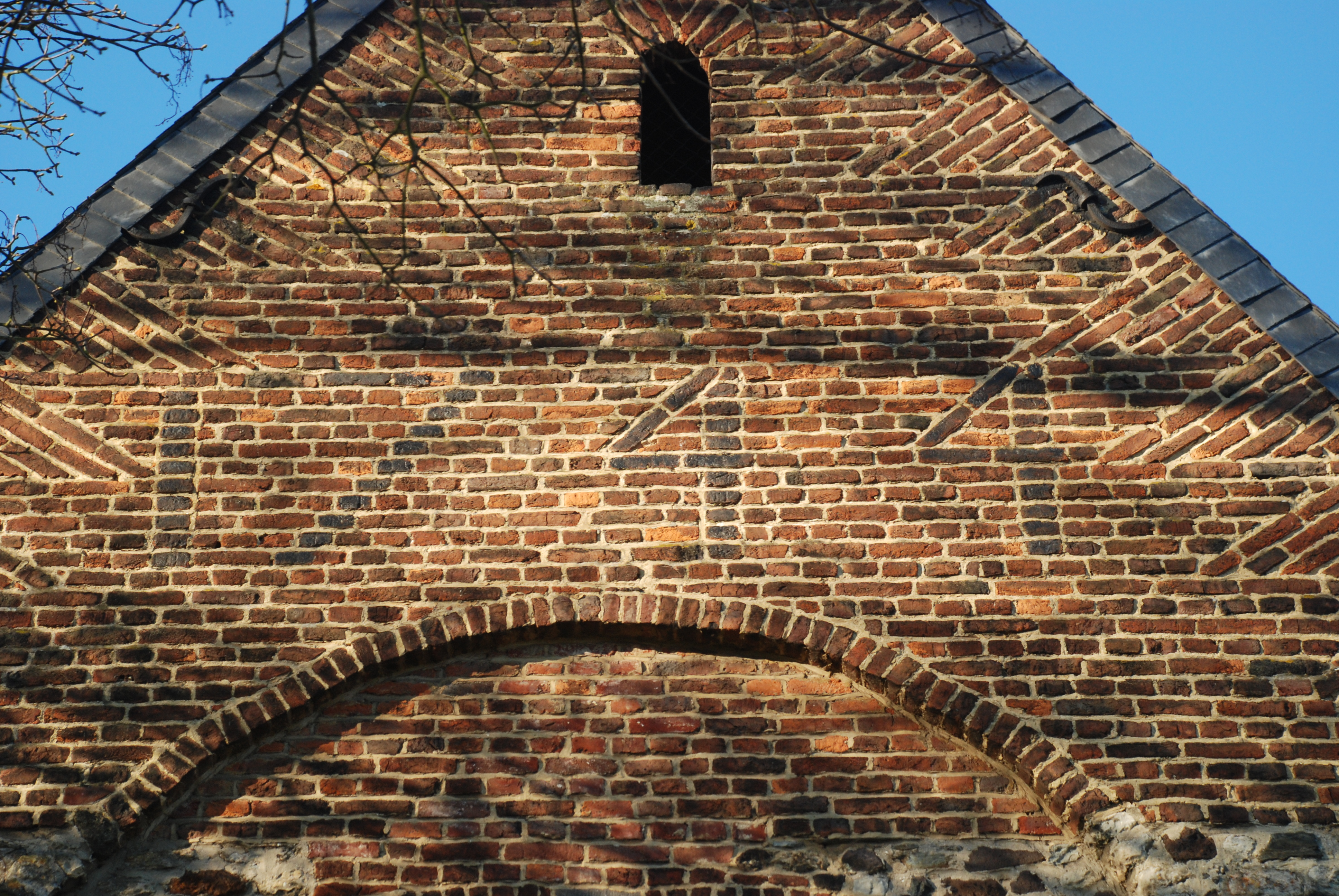
La date de 1744 sur le pignon à épis du transept.
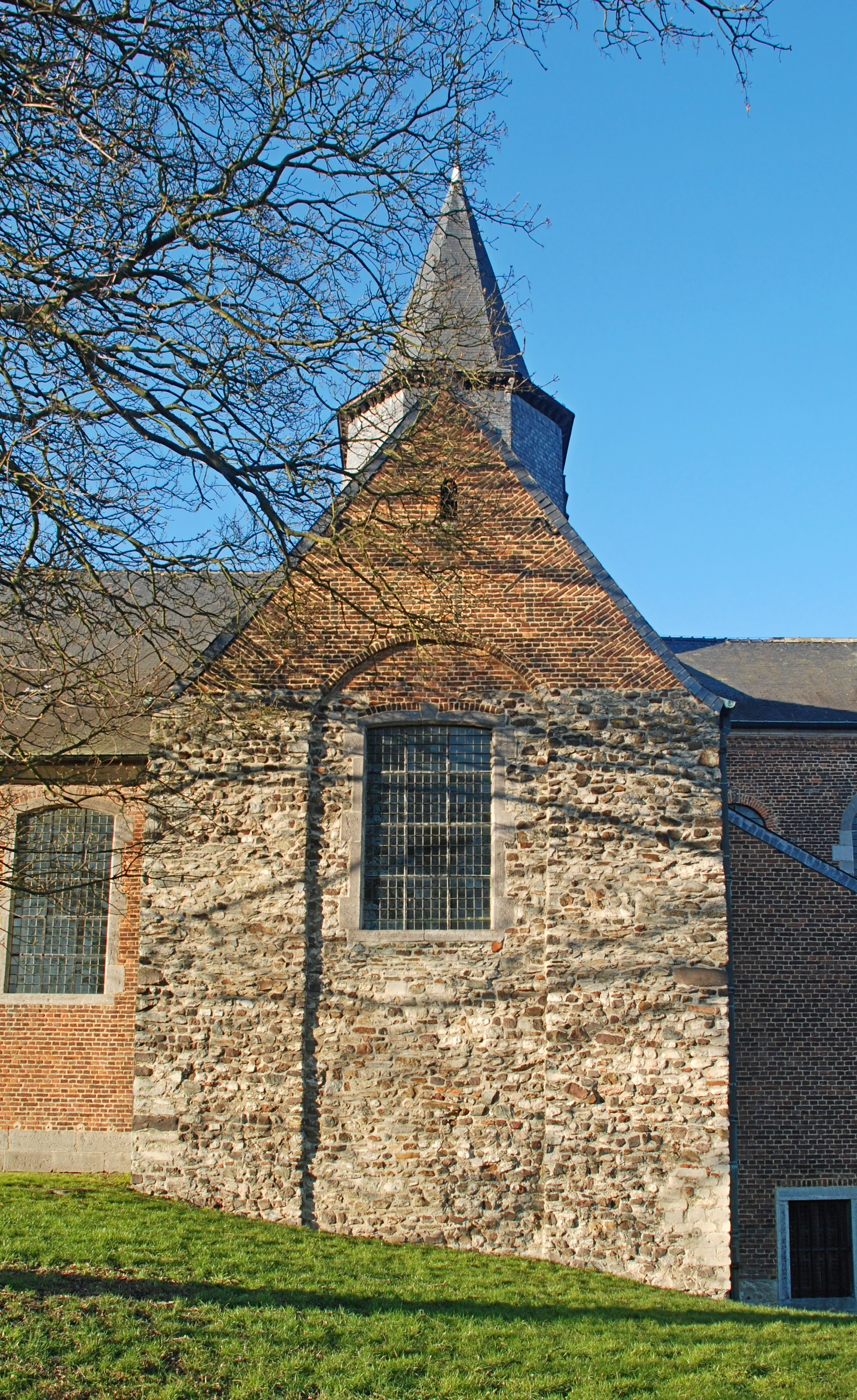
Le transept.

### Les sacristies
Le chevet est flanqué de deux sacristies de style classique : l'une date du XVIIe siècle et l'autre du XVIIIe siècle.

### Les façades latérales

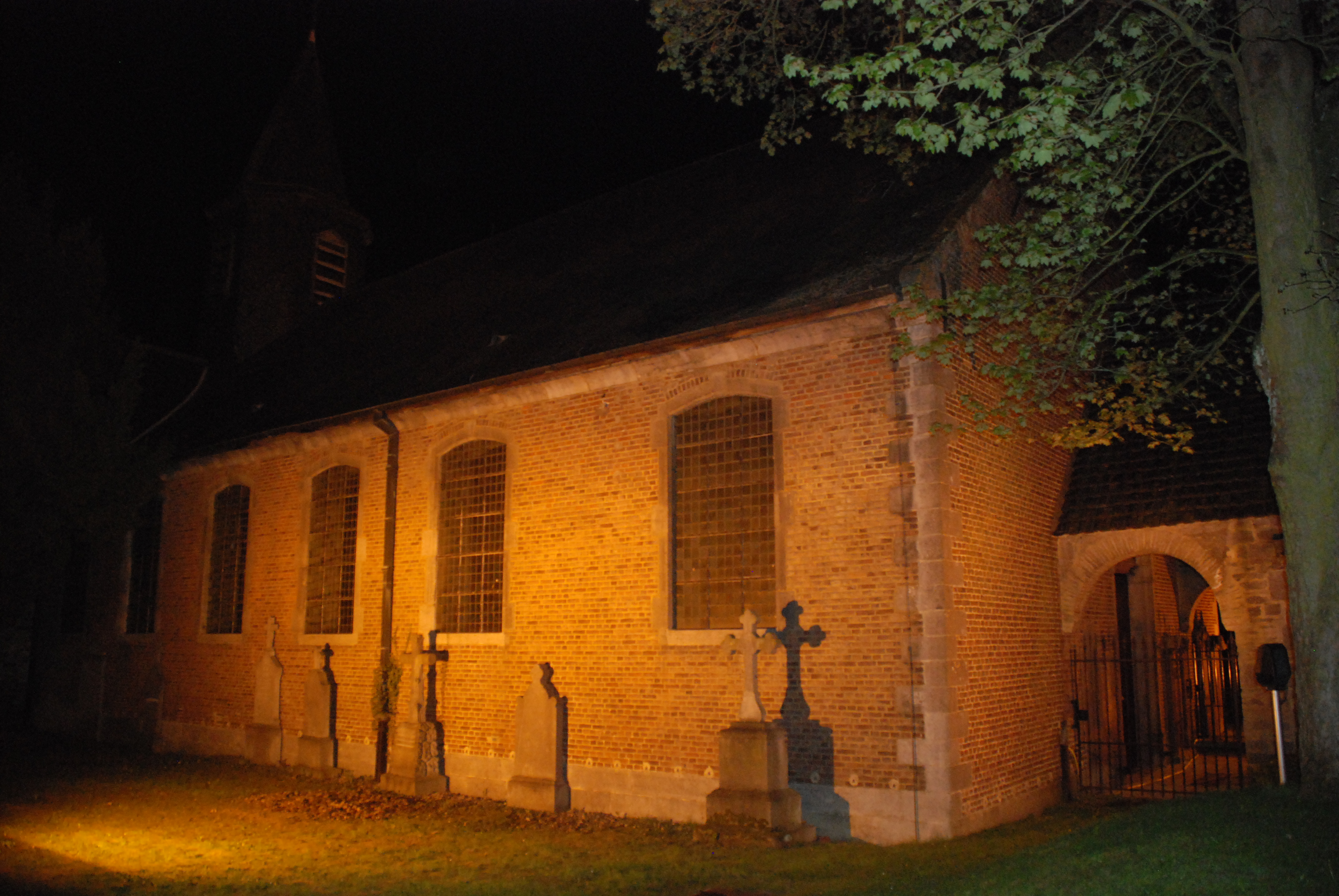
La façade septentrionale vue de nuit.

Les façades méridionale et septentrionale de la nef datent de 1744, année où les bas-côtés délabrés ont été réédifiés.
Elles sont édifiées en briques et présentent un soubassement en pierre bleue ainsi qu'une corniche biseautée également en pierre bleue.
Elles sont percées de grandes fenêtres de style classique dont l'encadrement de pierre de taille est constitué de piédroits harpés portant un arc surbaissé.

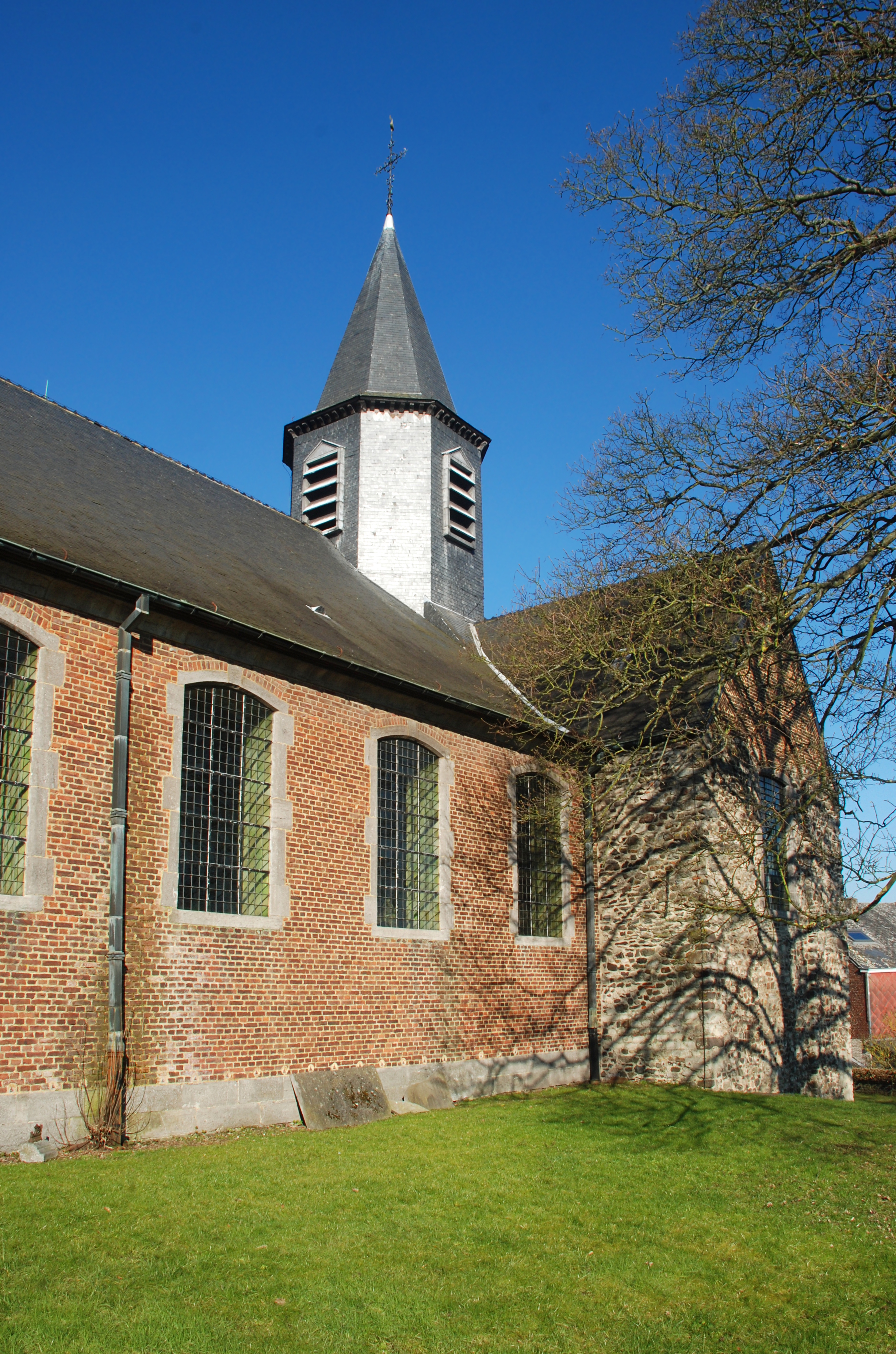
La façade méridionale.
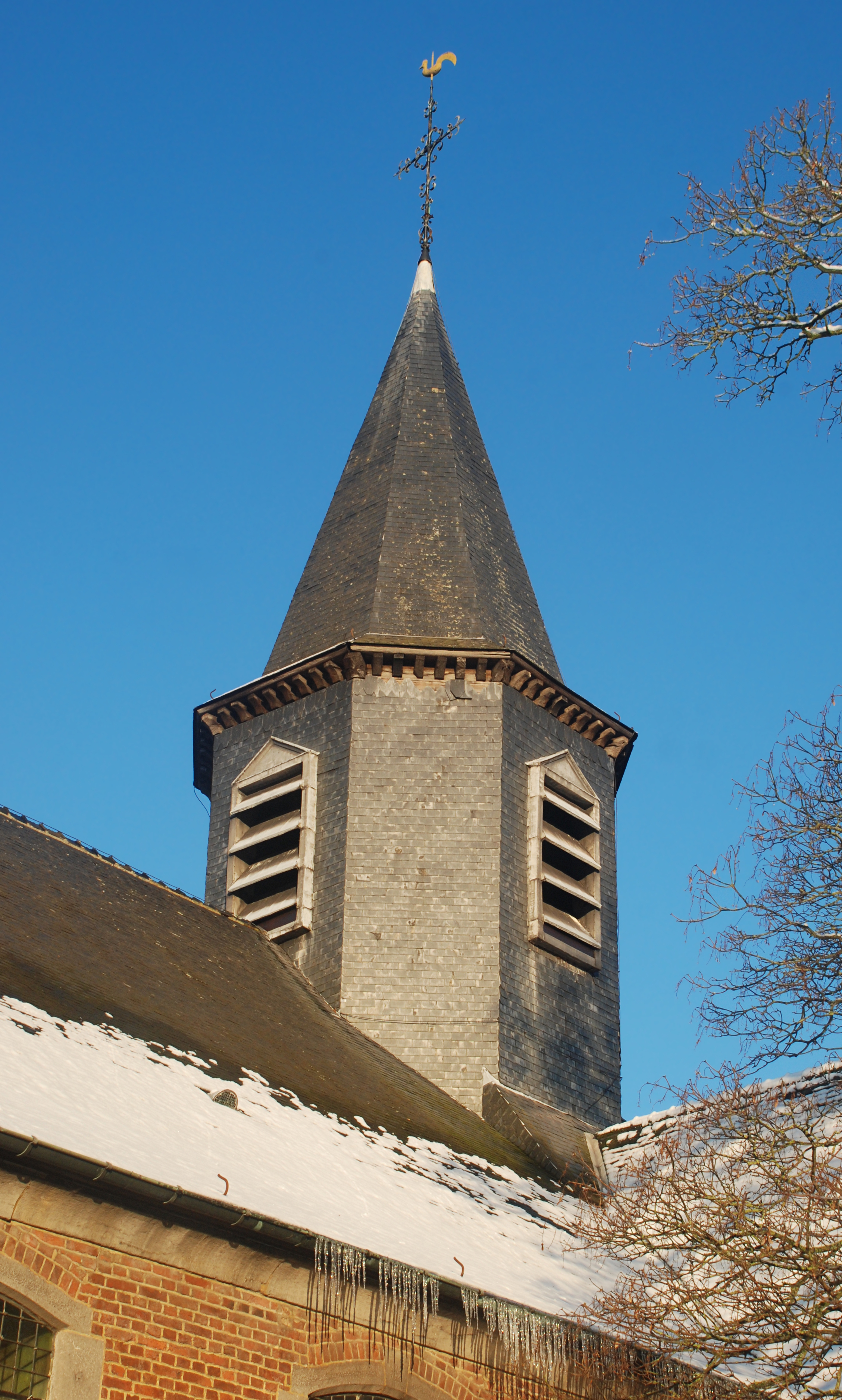
Le clocher.
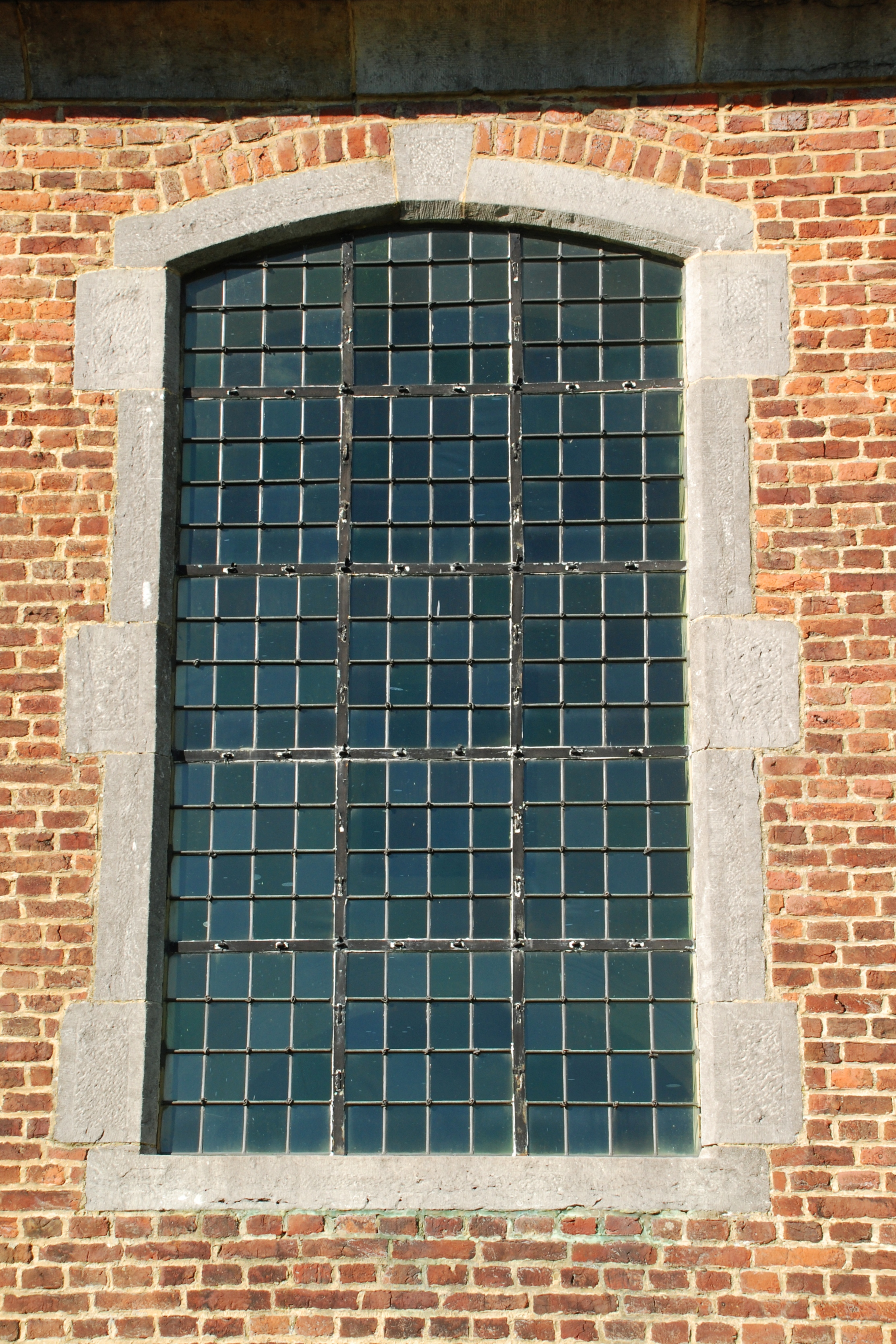
Fenêtre classique.

### La façade occidentale

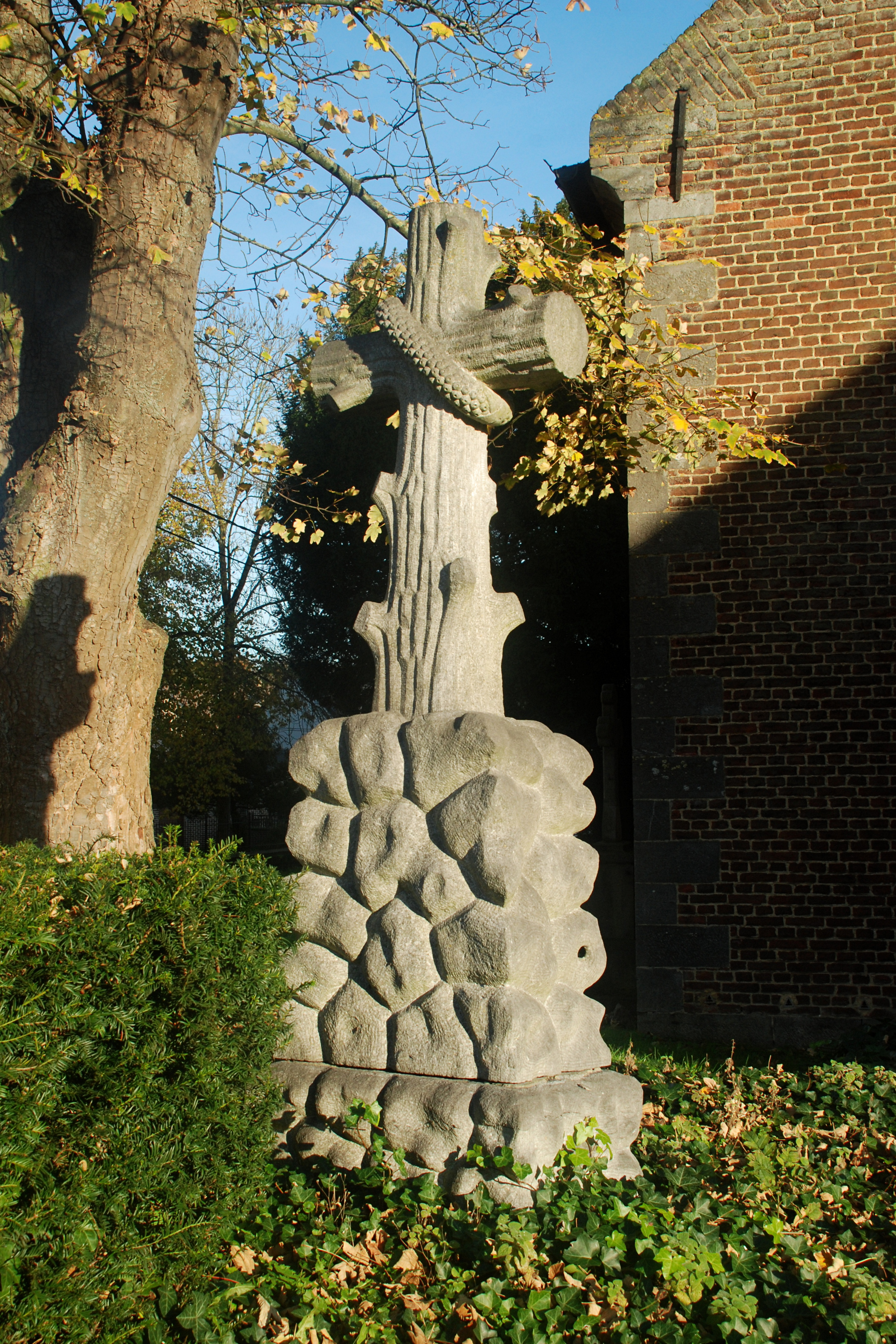
La croix de pierre qui se dresse devant la façade.

La façade occidentale et son pignon à épis ont été construits vers 1771-1772 lorsque l'église a été prolongée par l'ajout du narthex.
Le porche est moderne : il a été rajouté en 1937. Il présente lui aussi un pignon à épis mais ici les épis de brique alternent avec une maçonnerie de moellon.
En avant de la façade se dresse un monument funéraire en forme de rocaille surmonté d'une croix de pierre imitant le bois, ses nœuds et ses nervures.

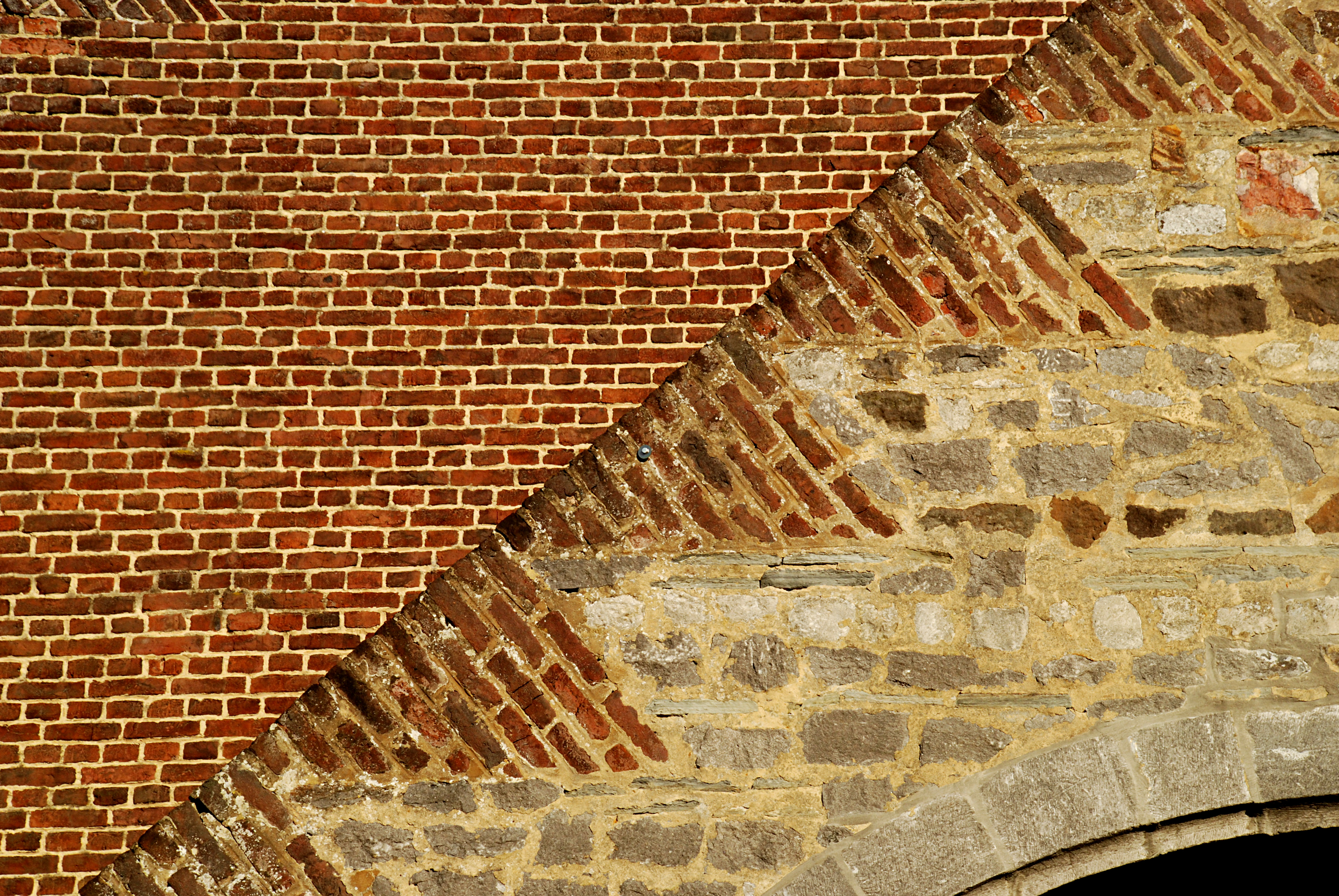
Détail du pignon à épis du porche.
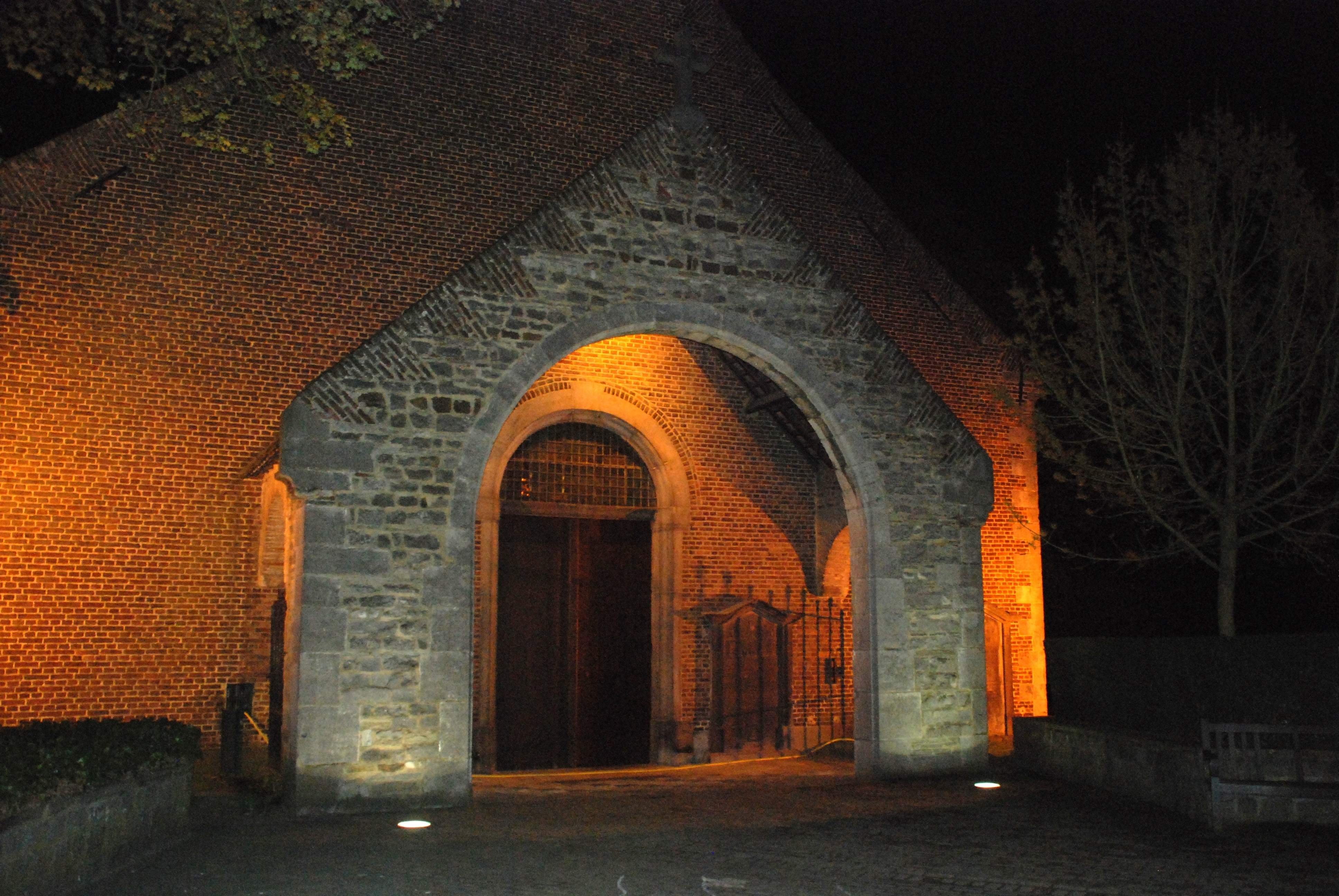
Vue nocturne du porche.

## Architecture intérieure

### Le narthex
La nef est précédée d'un narthex.
Ce narthex, ajouté en 1771-1772, abrite un portail de style classique en pierre bleue, composé de deux pilastres moulurés sommés chacun d'un anneau sculpté dans la pierre et d'un chapiteau carré de style toscan. Les chapiteaux portent un arc surbaissé en pierre bleue dont les moulures prolongent celles des pilastres et dont le sommet est interrompu par le plafond du narthex.
À droite du portail se dresse un bénitier en pierre bleue porteur d'une marque de tâcheron sur le rebord.

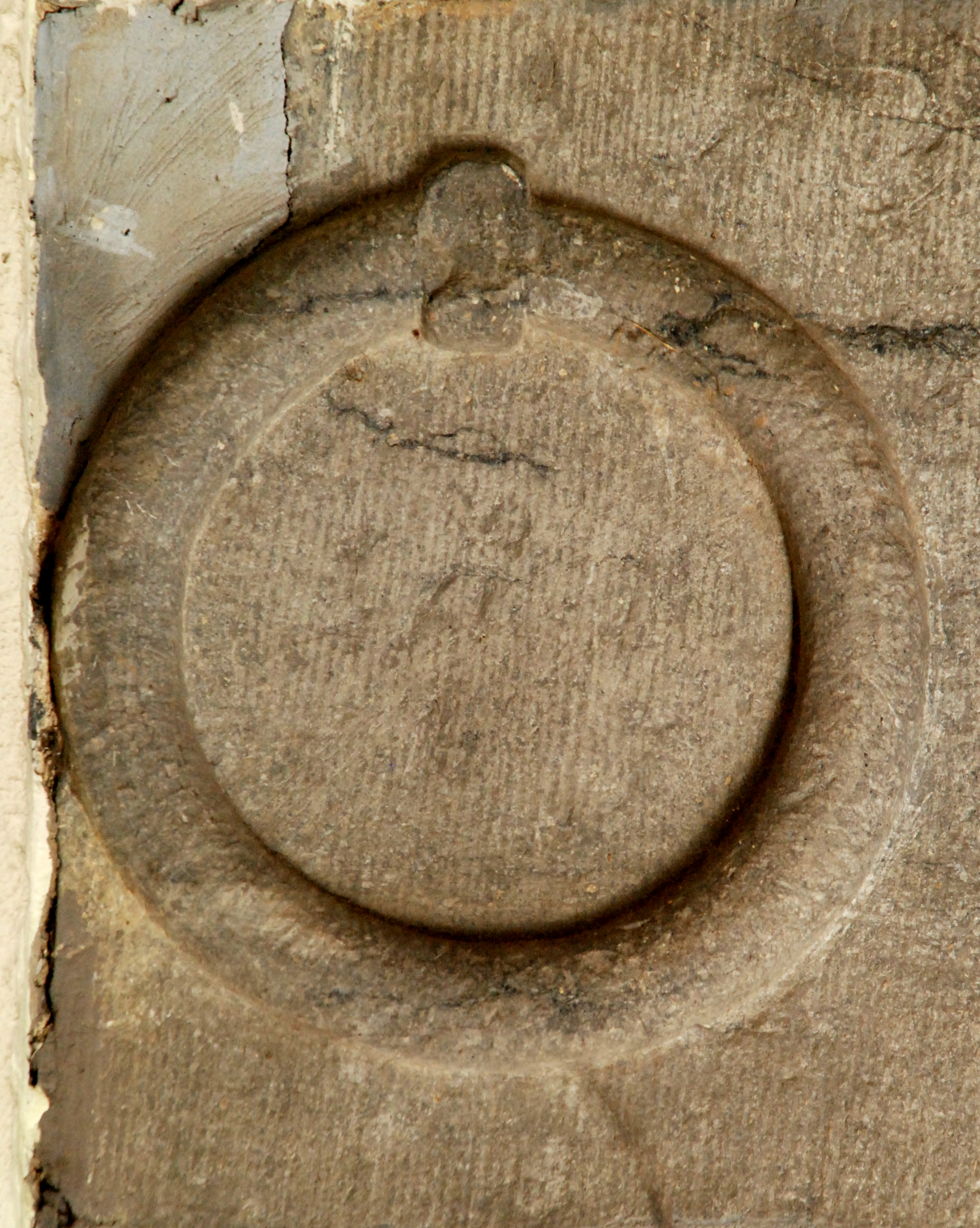
Anneau de pierre du portail.
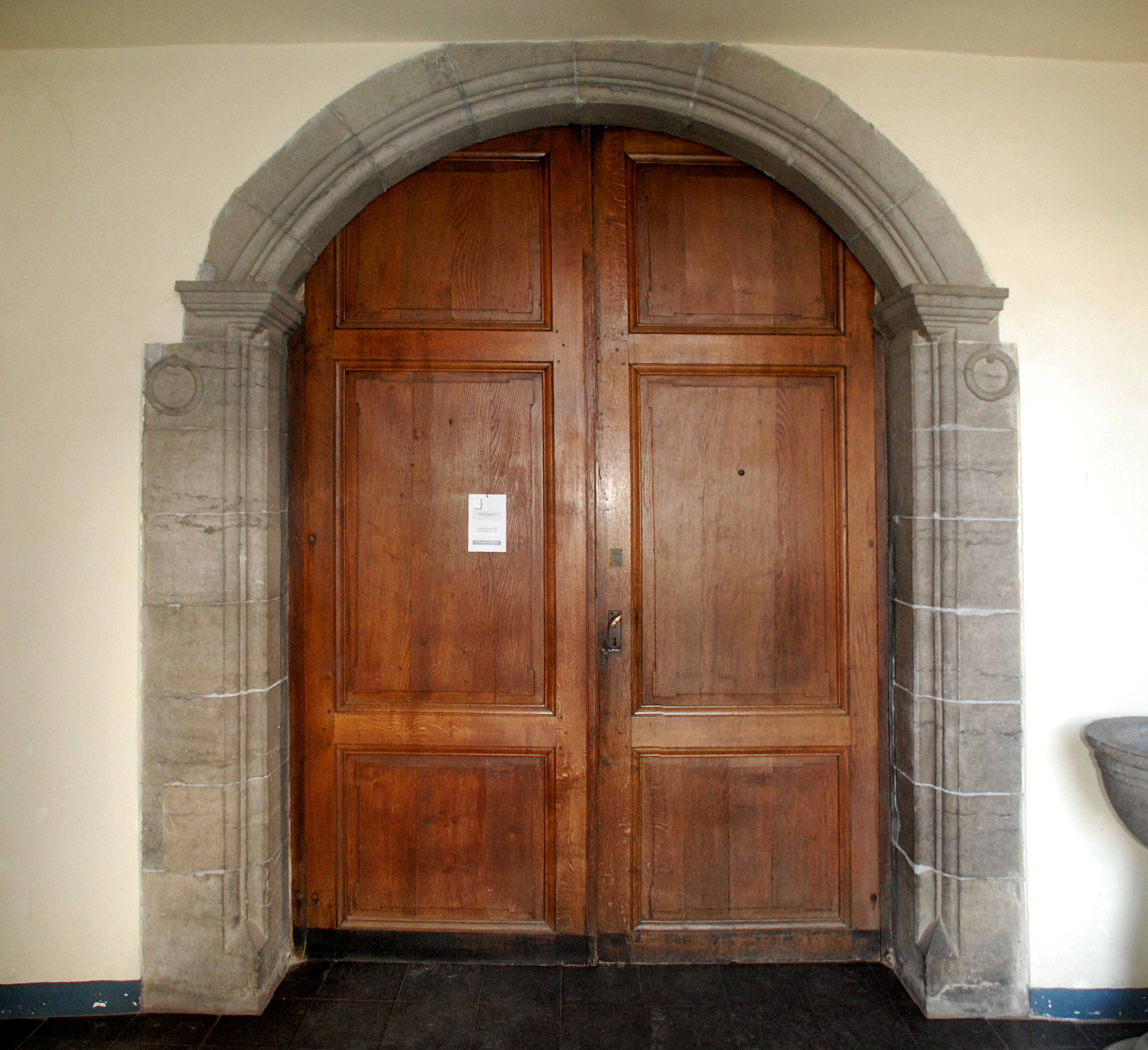
Le portail de style classique.
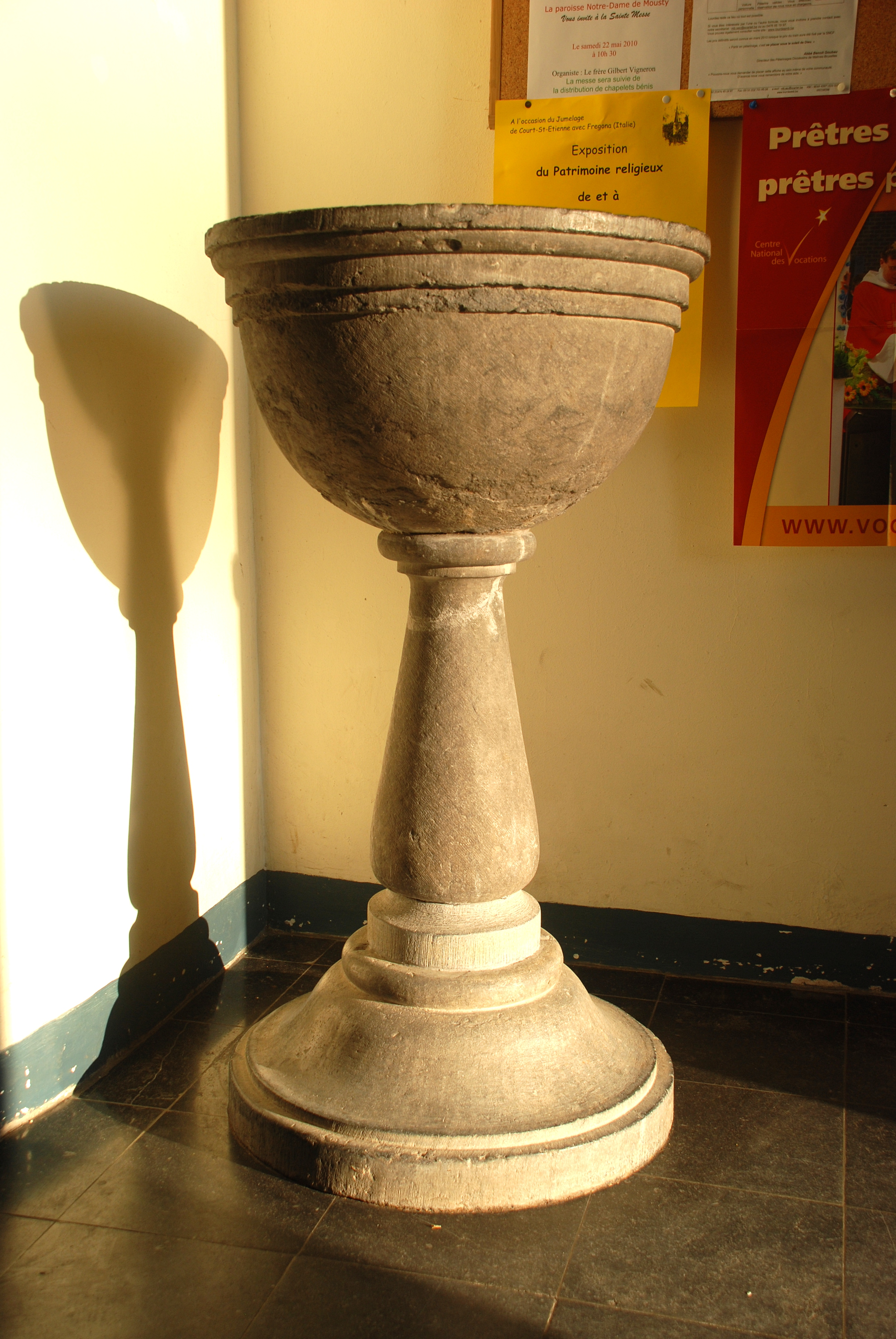
Le bénitier.

### La nef

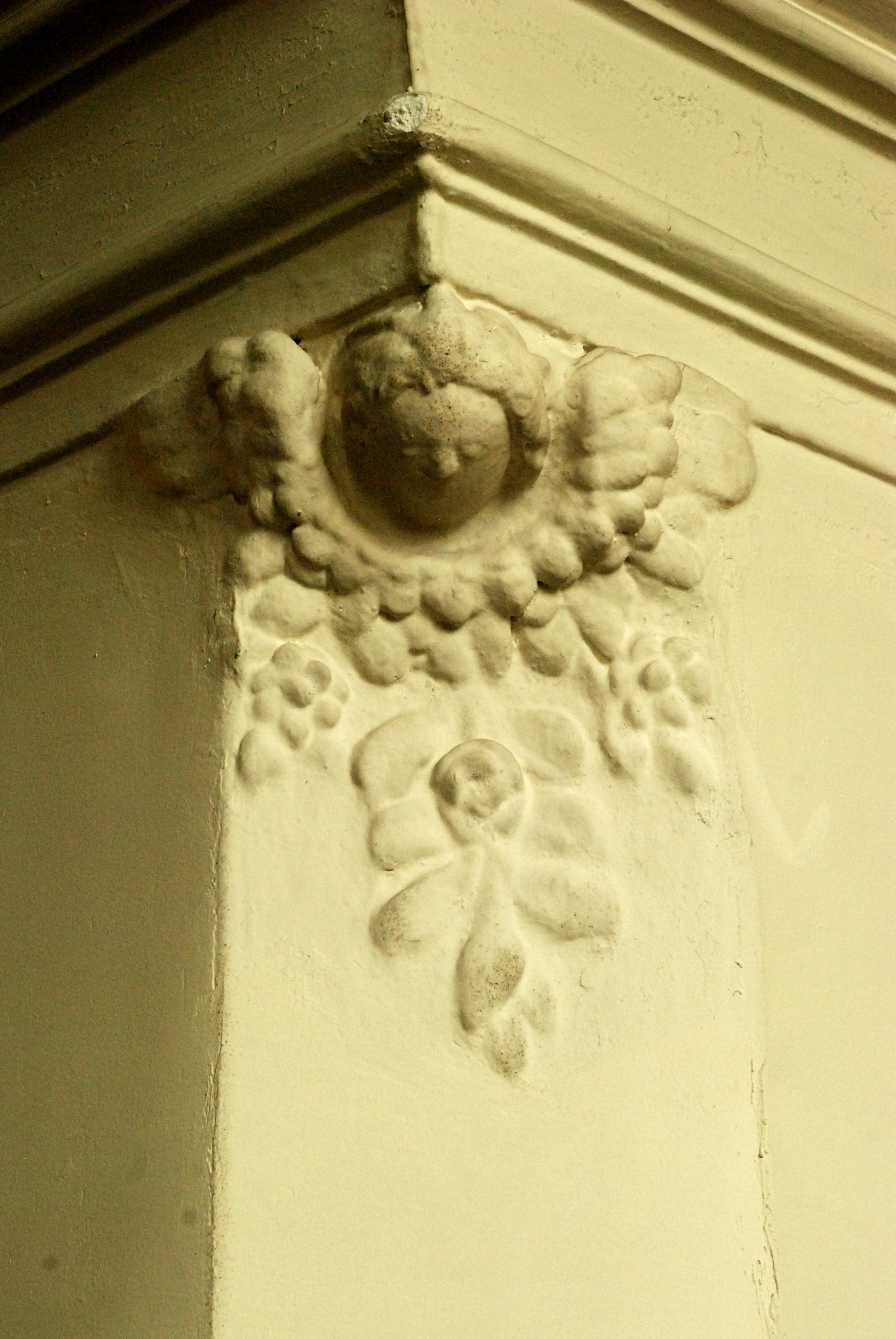
Stuc.

La nef d'origine romane a été fortement transformée au XVIIIe siècle. Initialement, le niveau du sol était nettement inférieur à celui du chœur, ce qui donnait aux pèlerins un accès direct à la crypte située sous le chœur.
Le sol de la nef a été rehaussé de deux mètres au XVIIIe siècle de façon à mettre la nef au niveau du chœur, à la suite de quoi les piliers de la nef ont été partiellement enterrés, ce qui leur confère un aspect trapu. Les angles des piliers ont été chanfreinés de façon à leur donner un aspect moins massif et leur chanfrein a été orné de stucs en forme d'angelots à leur sommet.
Par ailleurs, la voûte a été modifiée, ce qui a fait disparaître les fenêtres romanes de la nef.
La nef abrite une chaire de vérité de la fin de la Renaissance, datée environ de 1600. Cette chaire de forme polygonale est adossée à un pilier.
Le fond de la nef est occupé par un orgue de 1860 fabriqué par les frères Gheude, soutenu par deux belles colonnes en bois aux chapiteaux corinthiens.

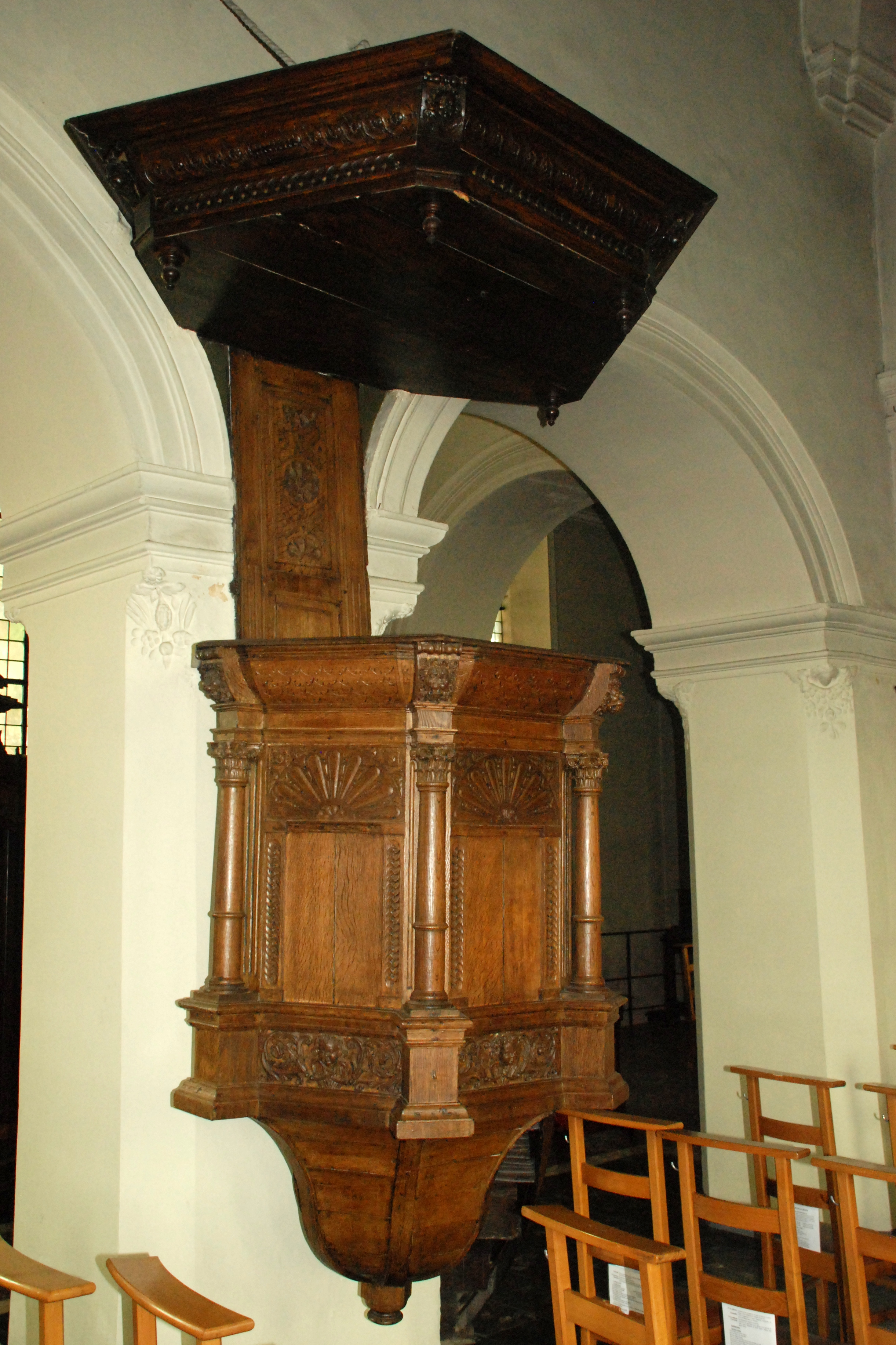
La chaire de vérité.
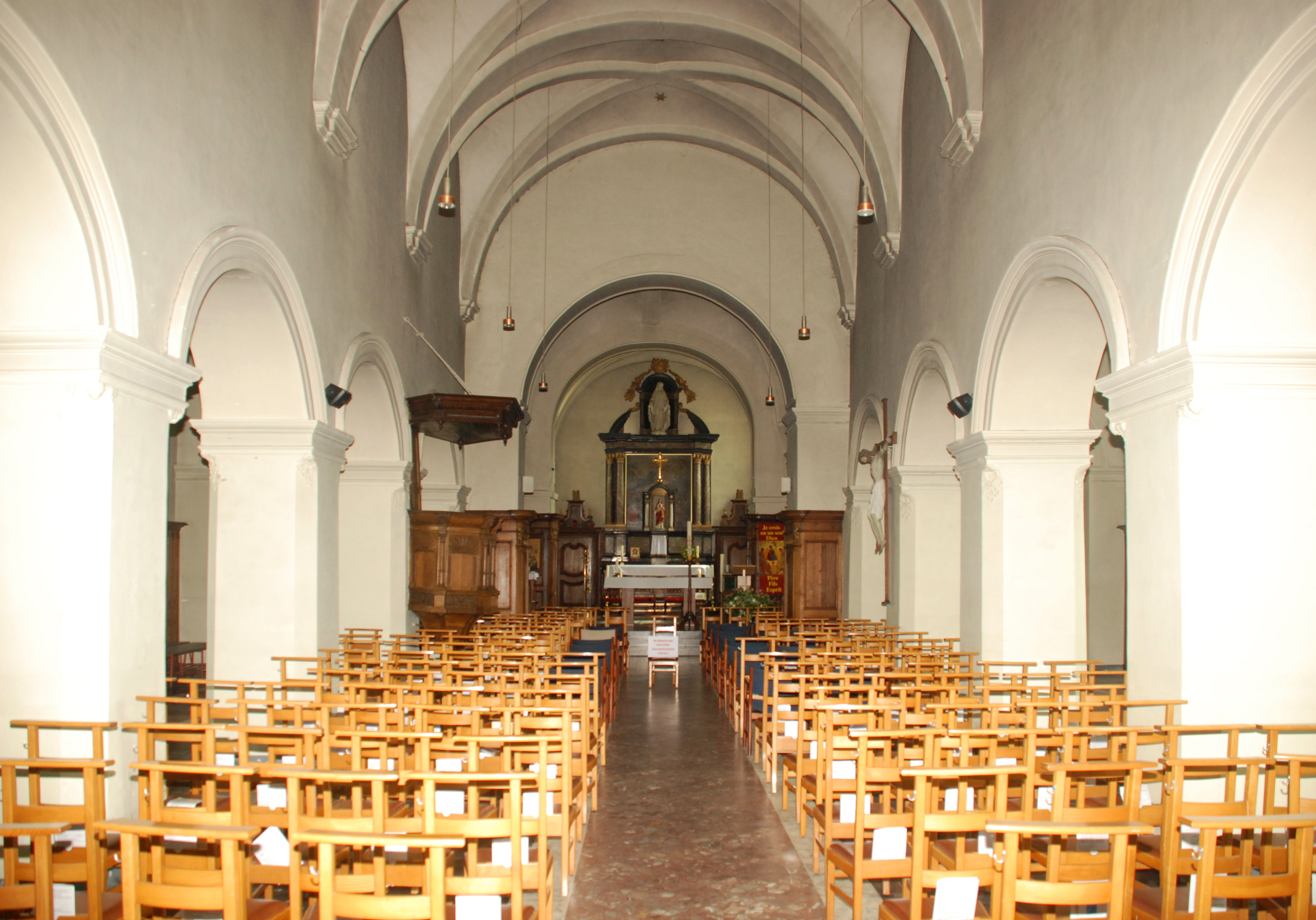
La nef et ses piliers partiellement enterrés.
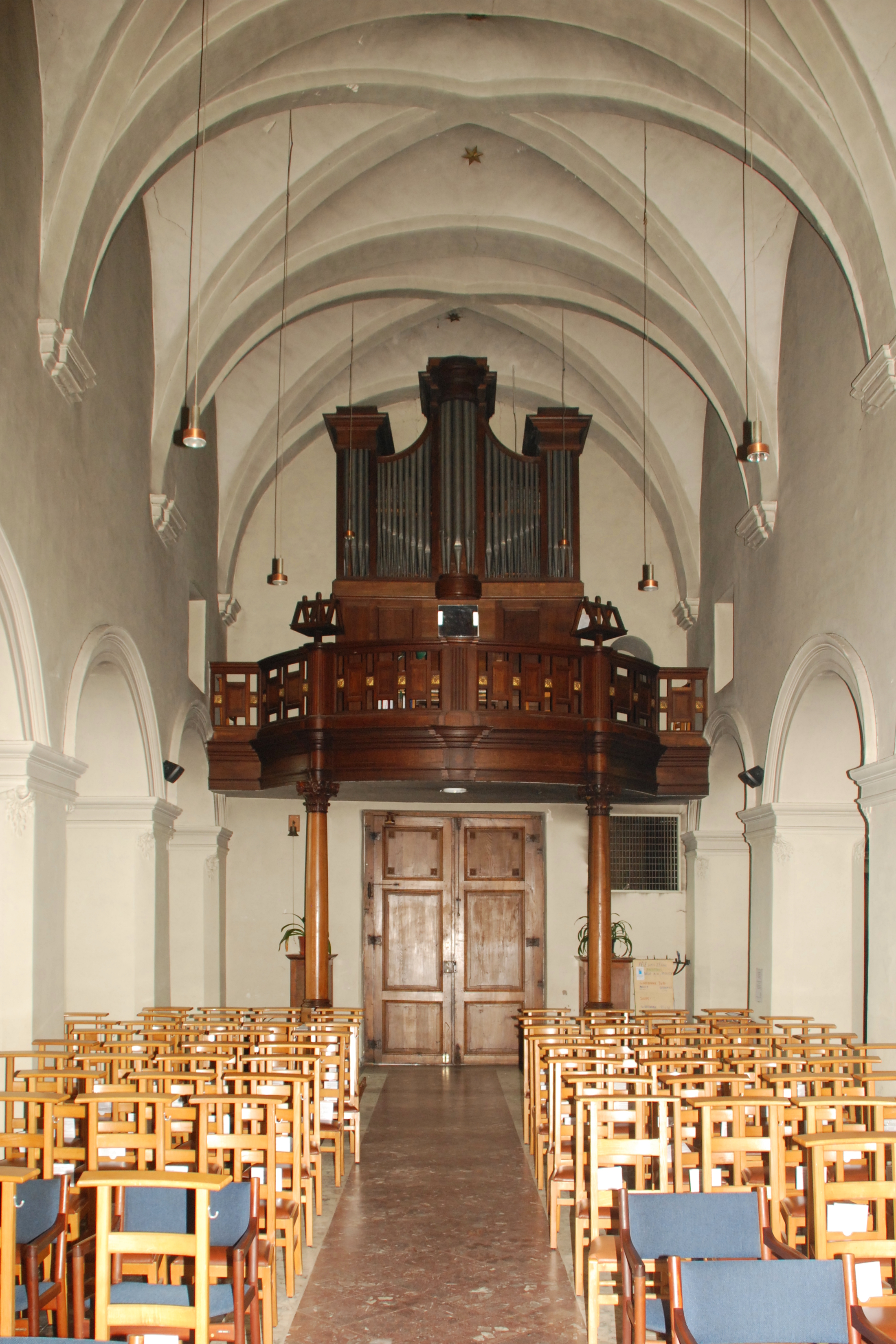
Le fond de la nef.
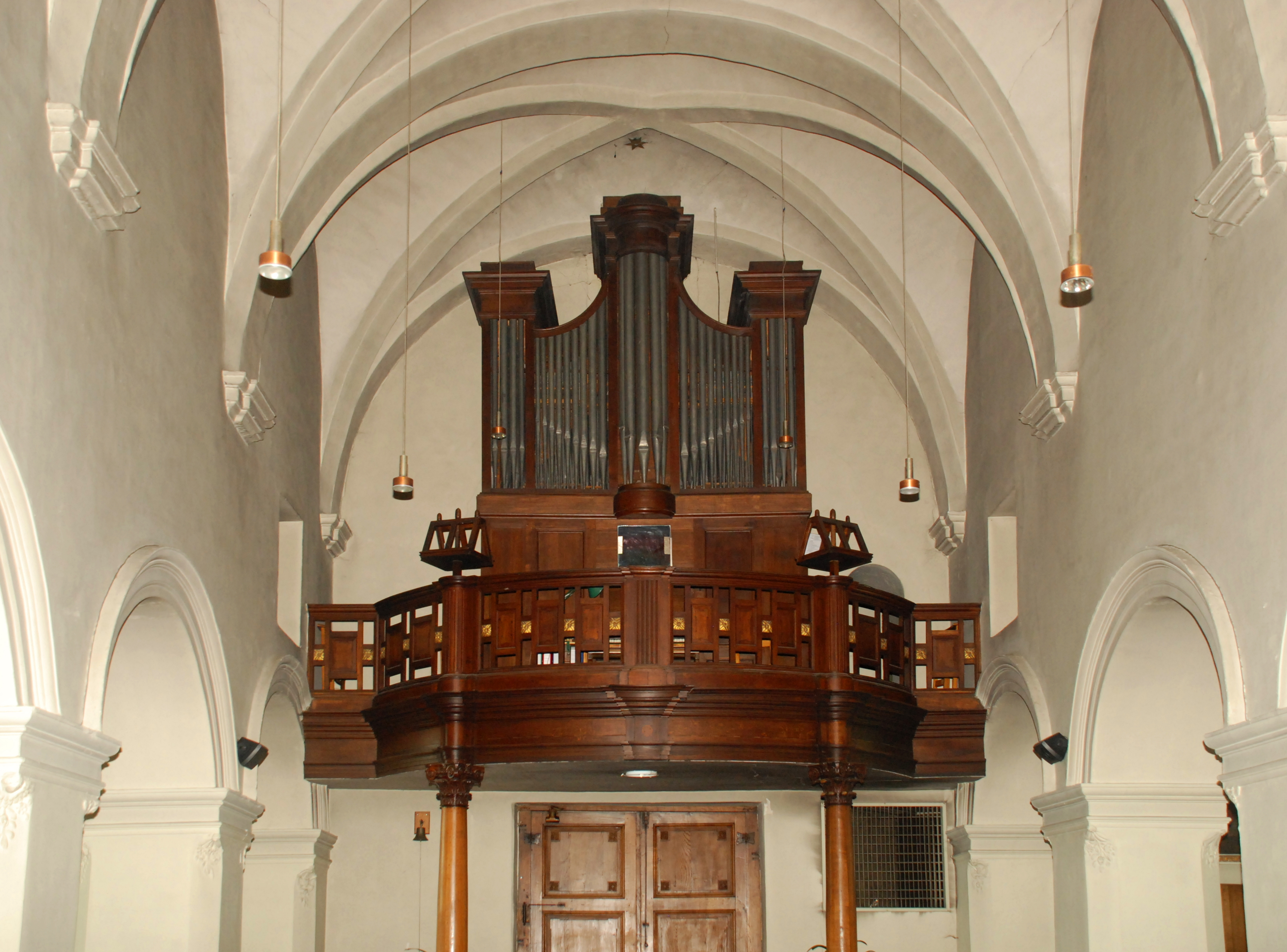
L'orgue.

### La croisée du transept et les croisillons

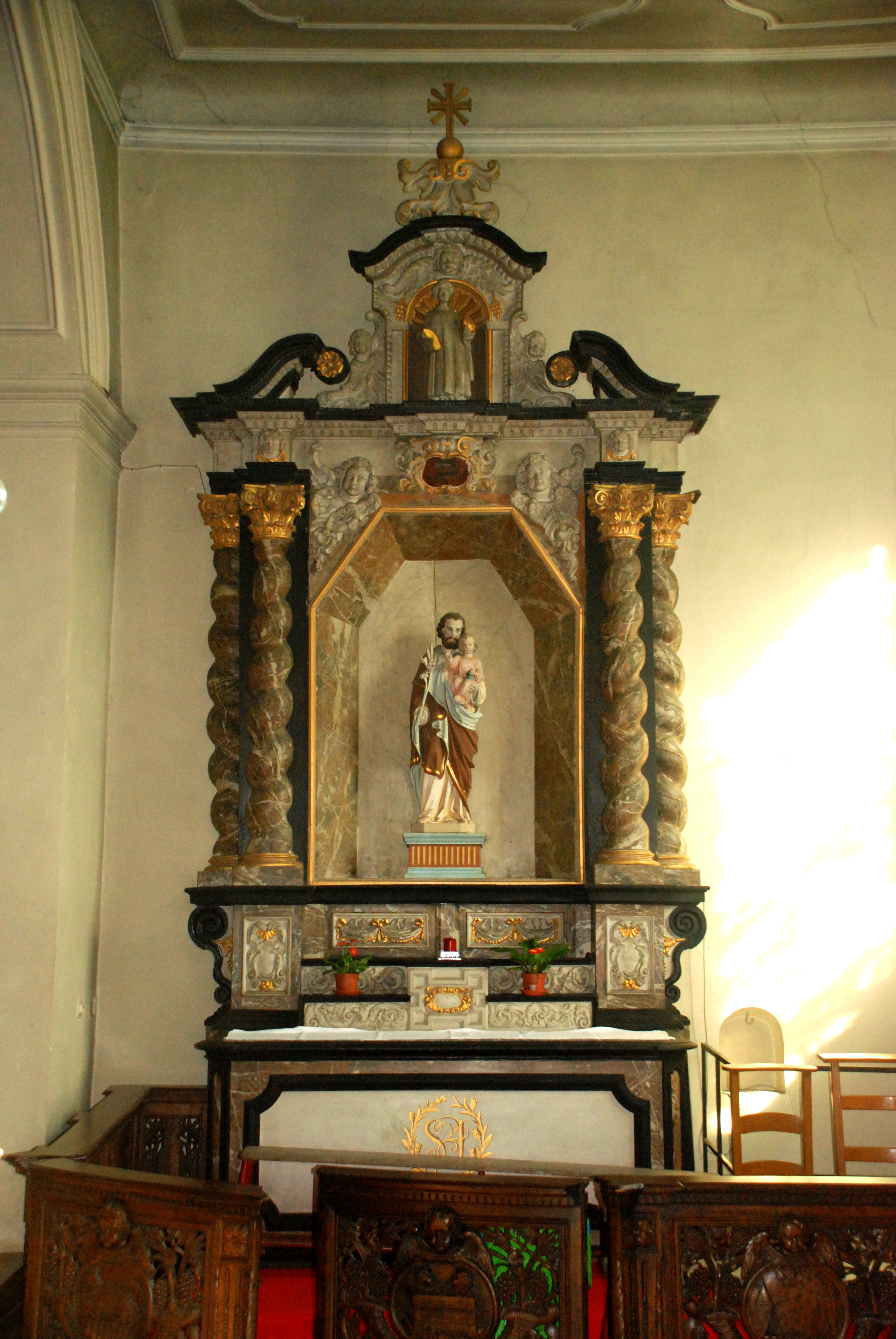
Autel du croisillon sud.

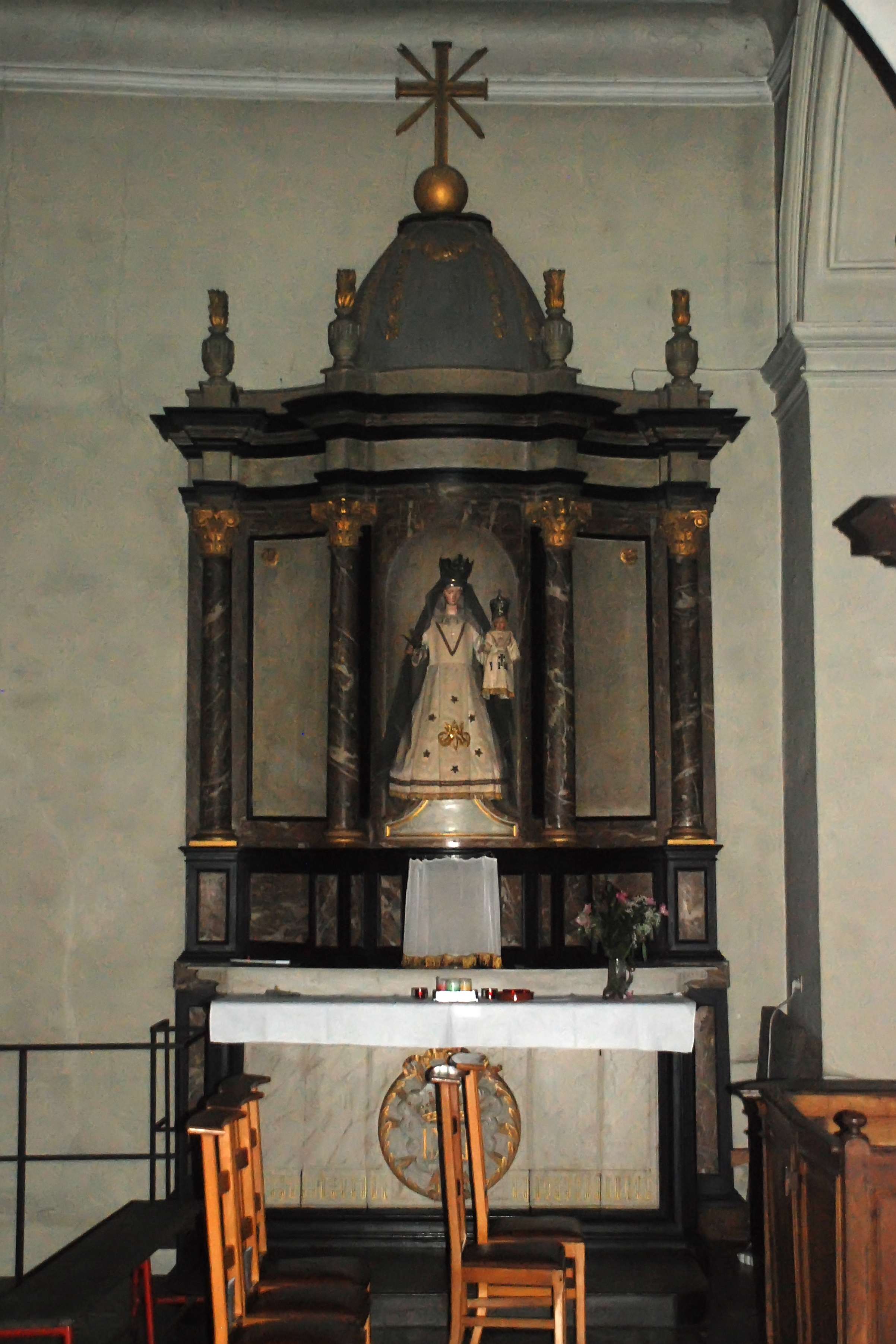
Autel du croisillon nord.

La croisée du transept est surmontée d'une coupole à nervures.
Les piliers situés entre la nef et la croisée sont ornés de lambris en chêne ornés de feuillages, de lambrequins et de glands rehaussés de dorures.
Le croisillon sud du transept abrite un autel qui était dédié initialement à saint Étienne et est maintenant consacré à saint Joseph. Réalisé en faux marbre (chêne peint) veiné alternant avec du faux marbre noir, cet autel de style baroque est surmonté d'une grande niche polygonale encadrée de quatre colonnes torses dont les chapiteaux corinthiens dorés supportent un entablement blanc sommé d'un fronton brisé noir et d'une petite niche dorée abritant la statue de saint Étienne. L'autel du croisillon sud est précédé d'un banc de communion en chêne du XVIIIe siècle orné de panneaux sculptés représentant des scènes bibliques : de gauche à droite, le pélican, les pains de proposition, l'agneau pascal, l'arche d'alliance, la manne et le chandelier à sept branches.
Contrastant avec cet autel baroque, celui du croisillon nord présente un style classique, plus sobre. Réalisé comme l'autre autel en faux marbre veiné et marbre noir, l'autel est surmonté d'un retable tripartite percé en son centre d'une niche cintrée abritant la statue de la Vierge. Ce retable est rythmé par des colonnes à chapiteaux corinthiens dorés qui supportent un entablement sommé d'une coupole et de quatre pots à feu.

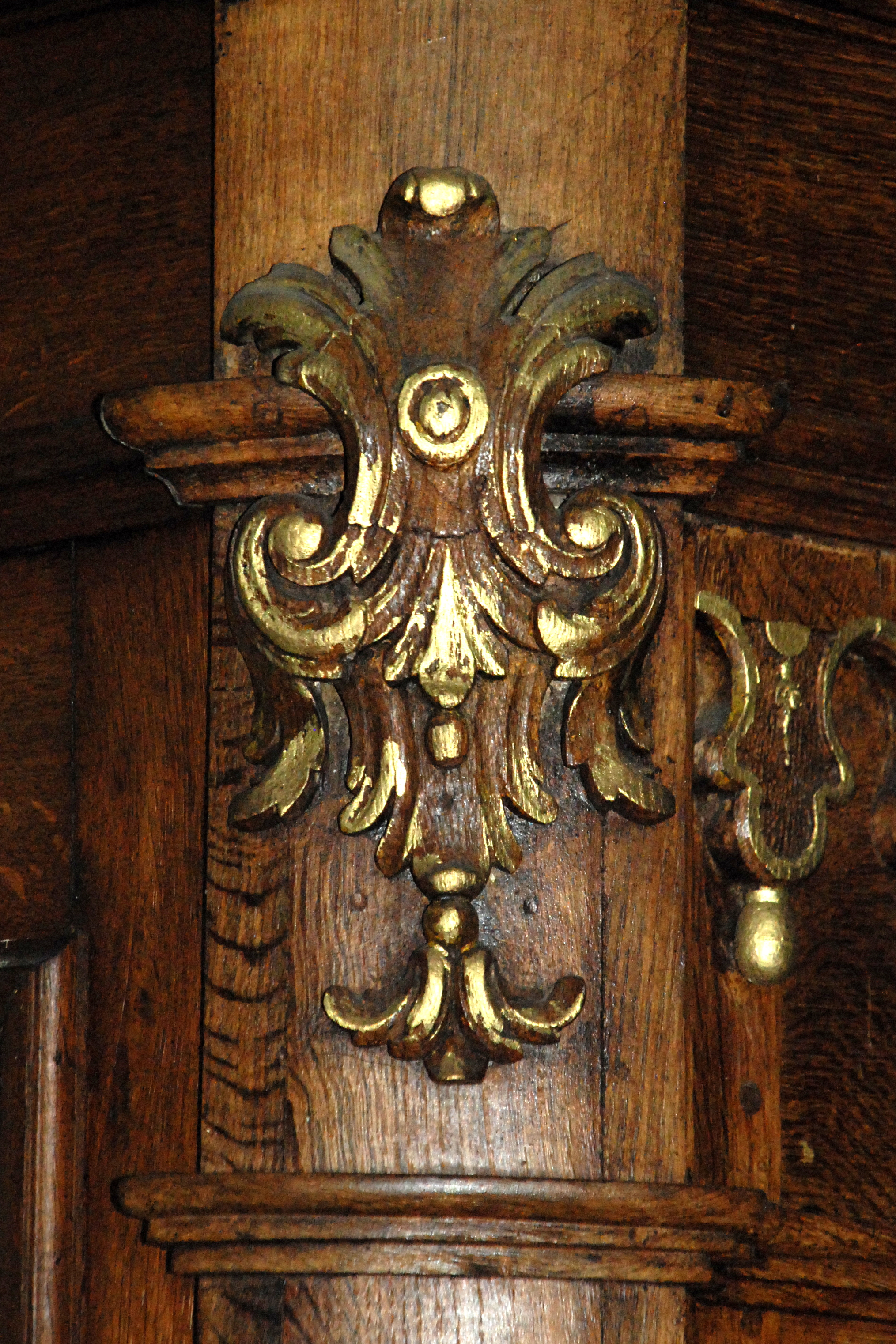
Lambris.
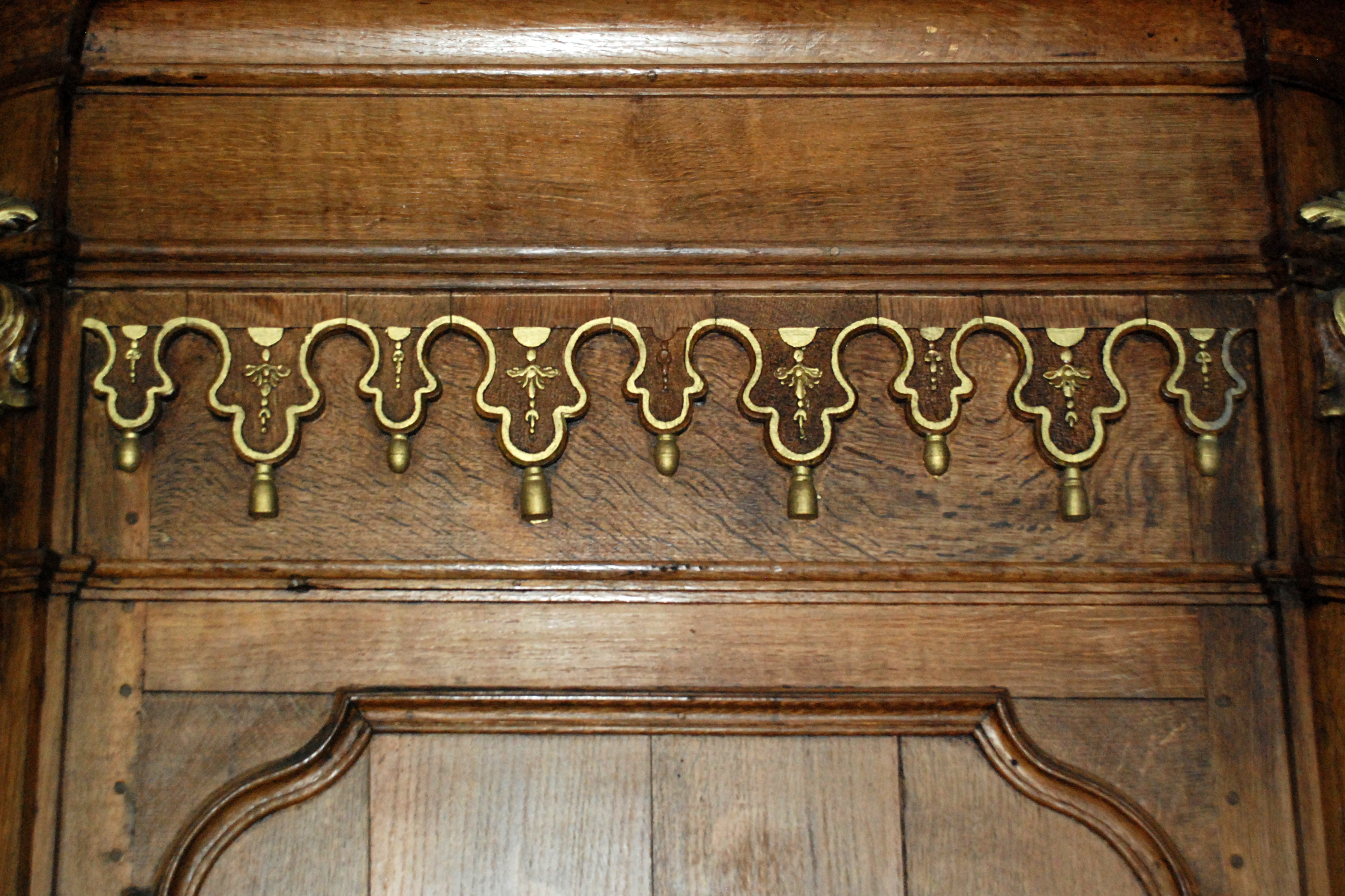
Lambris d'un pilier entre nef et croisée.
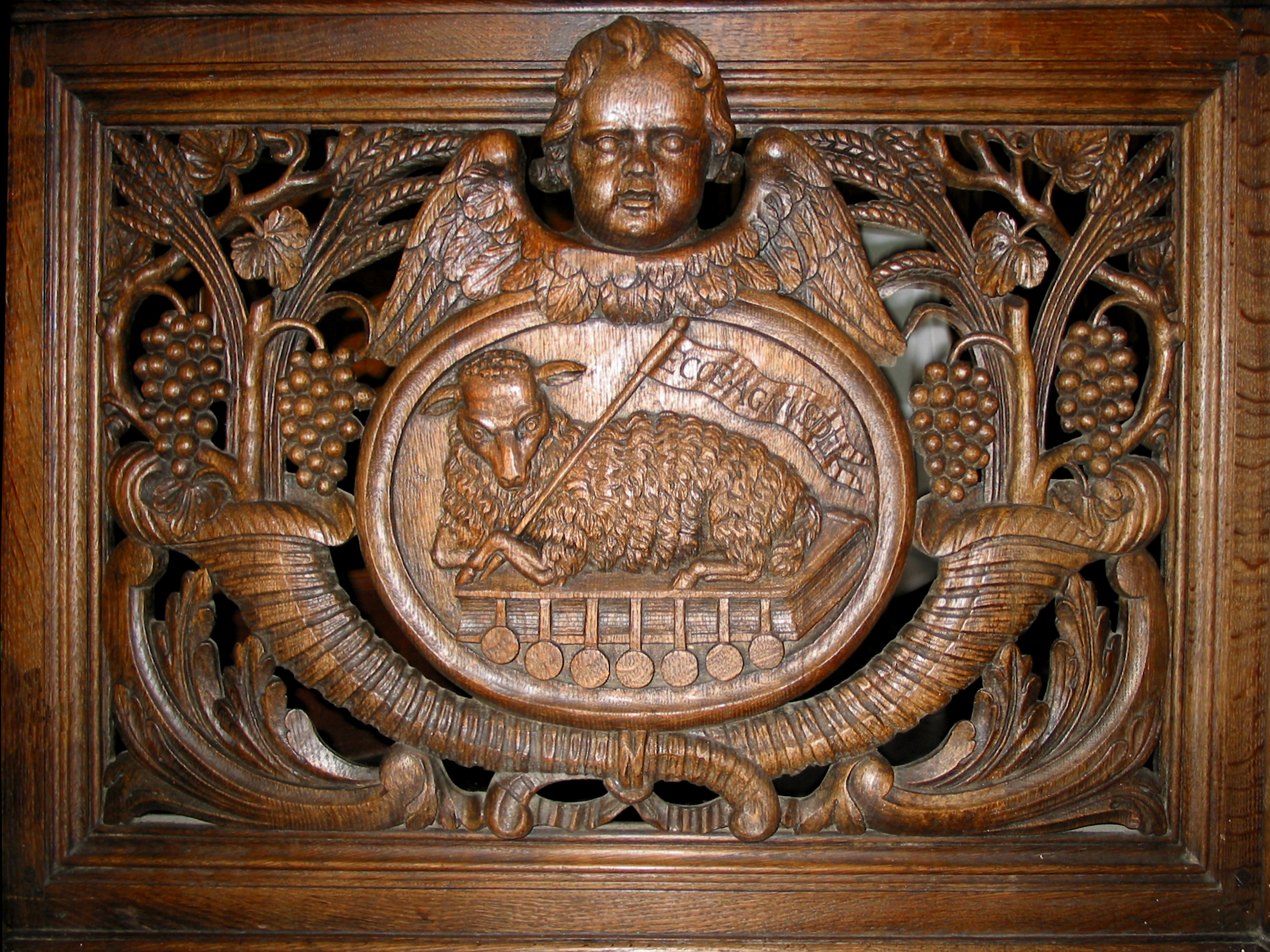
Panneau en chêne sculpté ornant un banc de communion.

### Le chœur

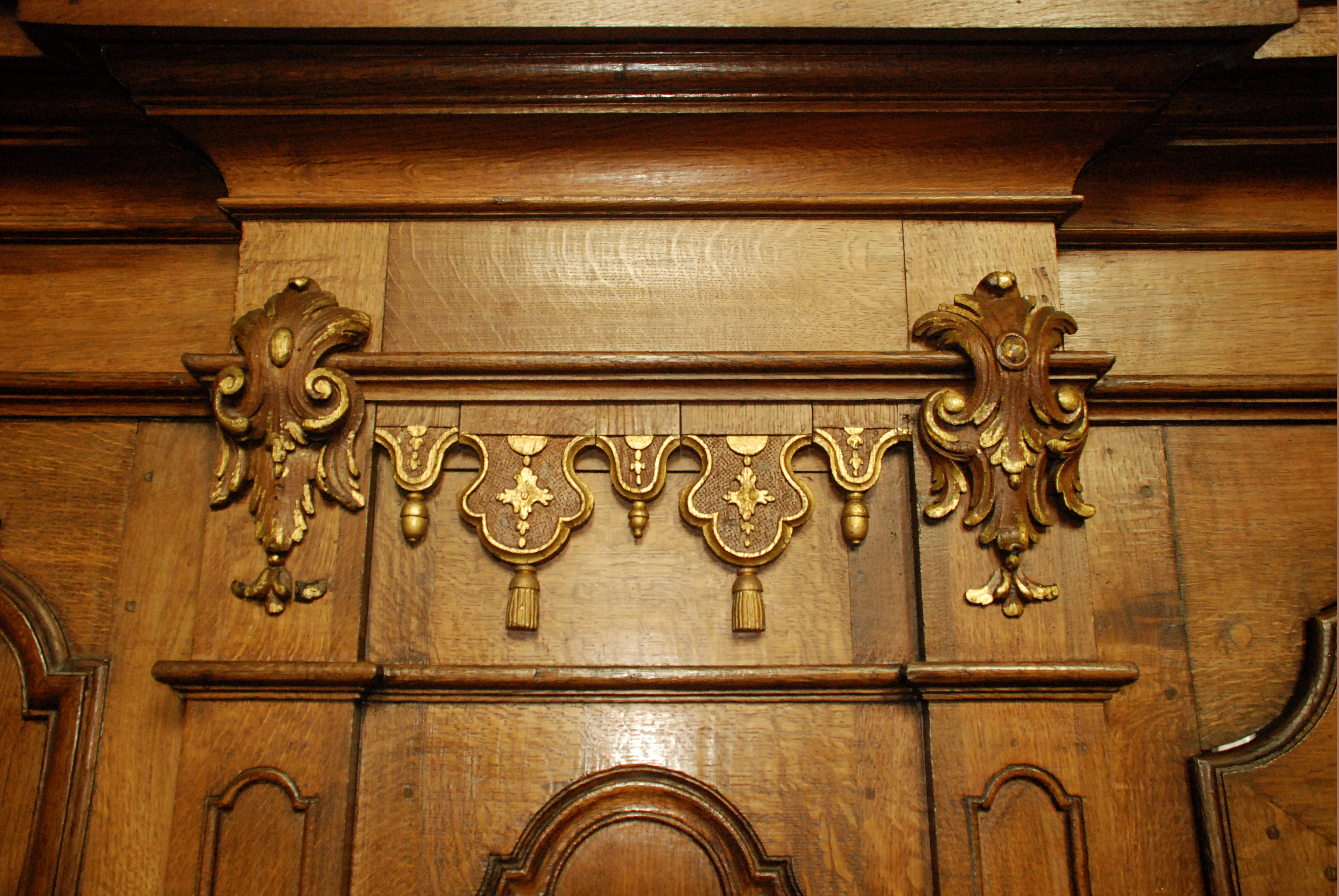
Lambris.

L'intérieur de l'église se termine par un chœur rectangulaire de deux travées, peint en blanc et recouvert d'une voûte d'arêtes à nervures.
Les murs du chœur sont ornés de lambris en chêne de la première moitié du XVIIe siècle ornés de feuillages, de lambrequins et de glands rehaussés de dorures, très semblables à ceux qui ornent les piliers de la croisée du transept.
Le maître-autel de style classique date de 1731. Réalisé en marbre (et non en faux marbre comme les autels latéraux), il est surmonté d'un retable encadré de quatre colonnes de style corinthien qui supportent un puissant entablement sommé d'un fronton brisé et d'une niche abritant la statue de la Vierge.
Sa niche centrale abritait jadis une vierge à l'enfant du type « Sedes Sapientiae » : disparue depuis la Révolution française, cette Vierge a été exposée exceptionnellement en l'église lors des Journées du patrimoine 2005.

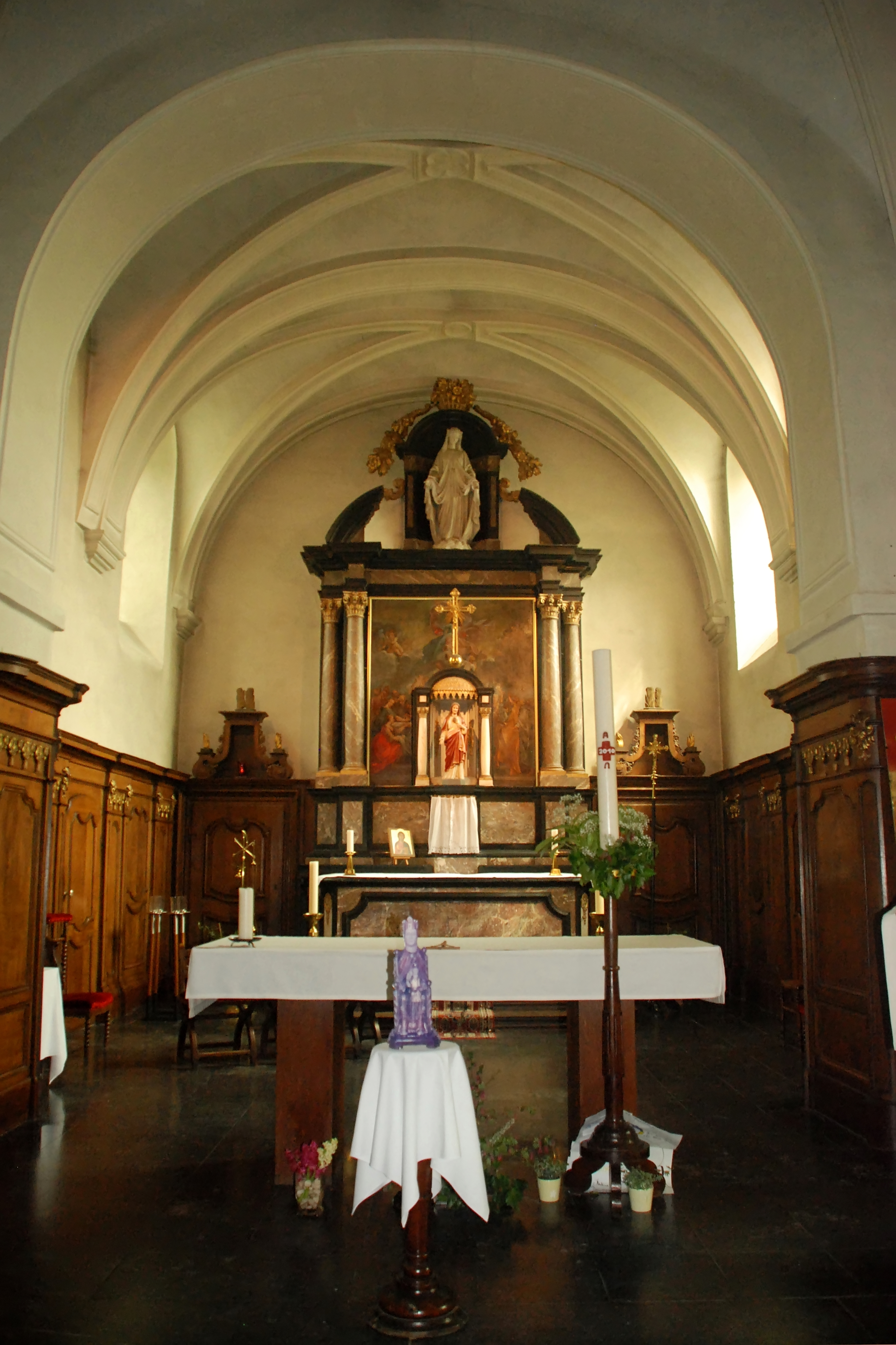
Le chœur.
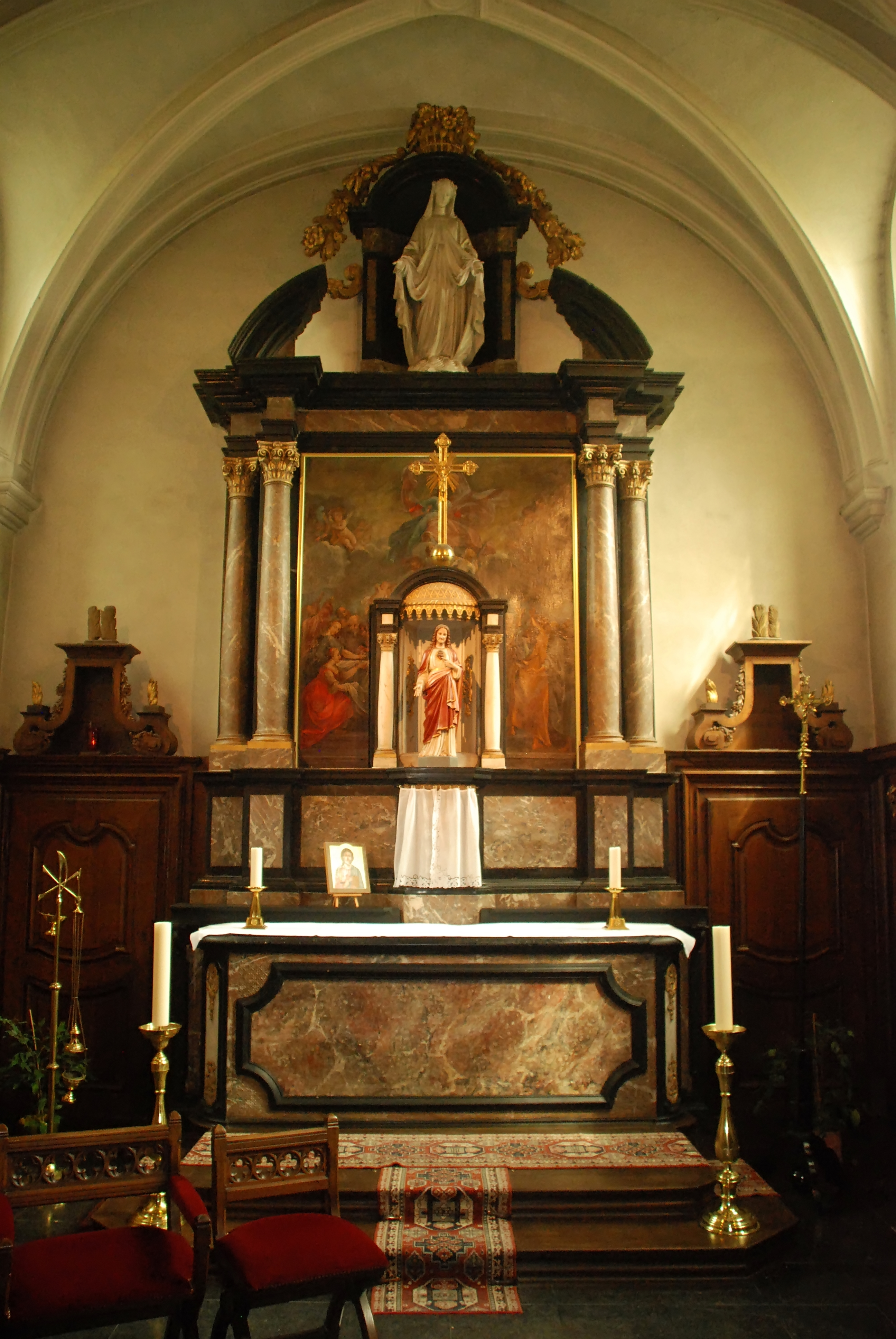
Le maître-autel.
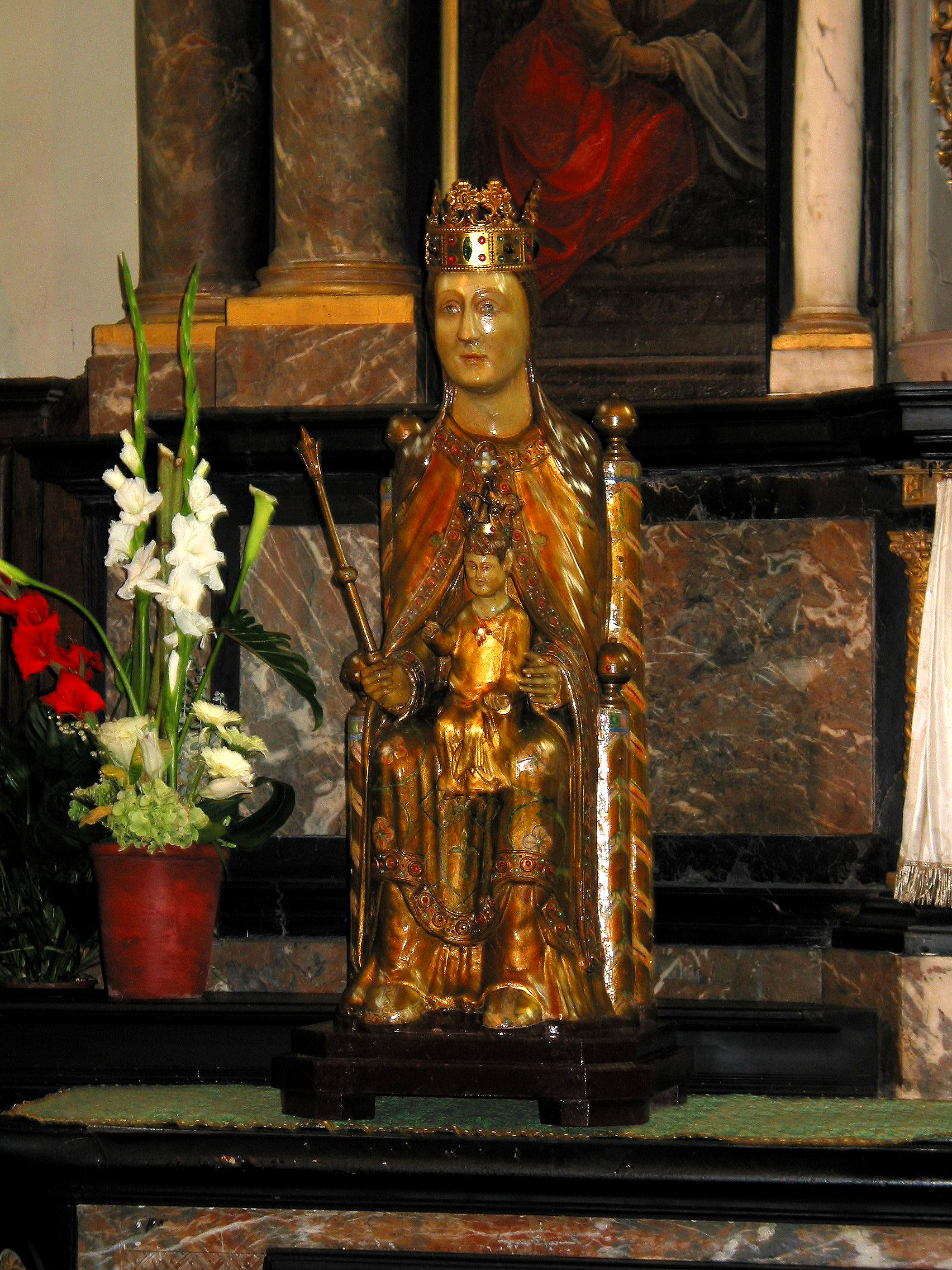
La Sedes Sapientiae.

### Le collatéral sud

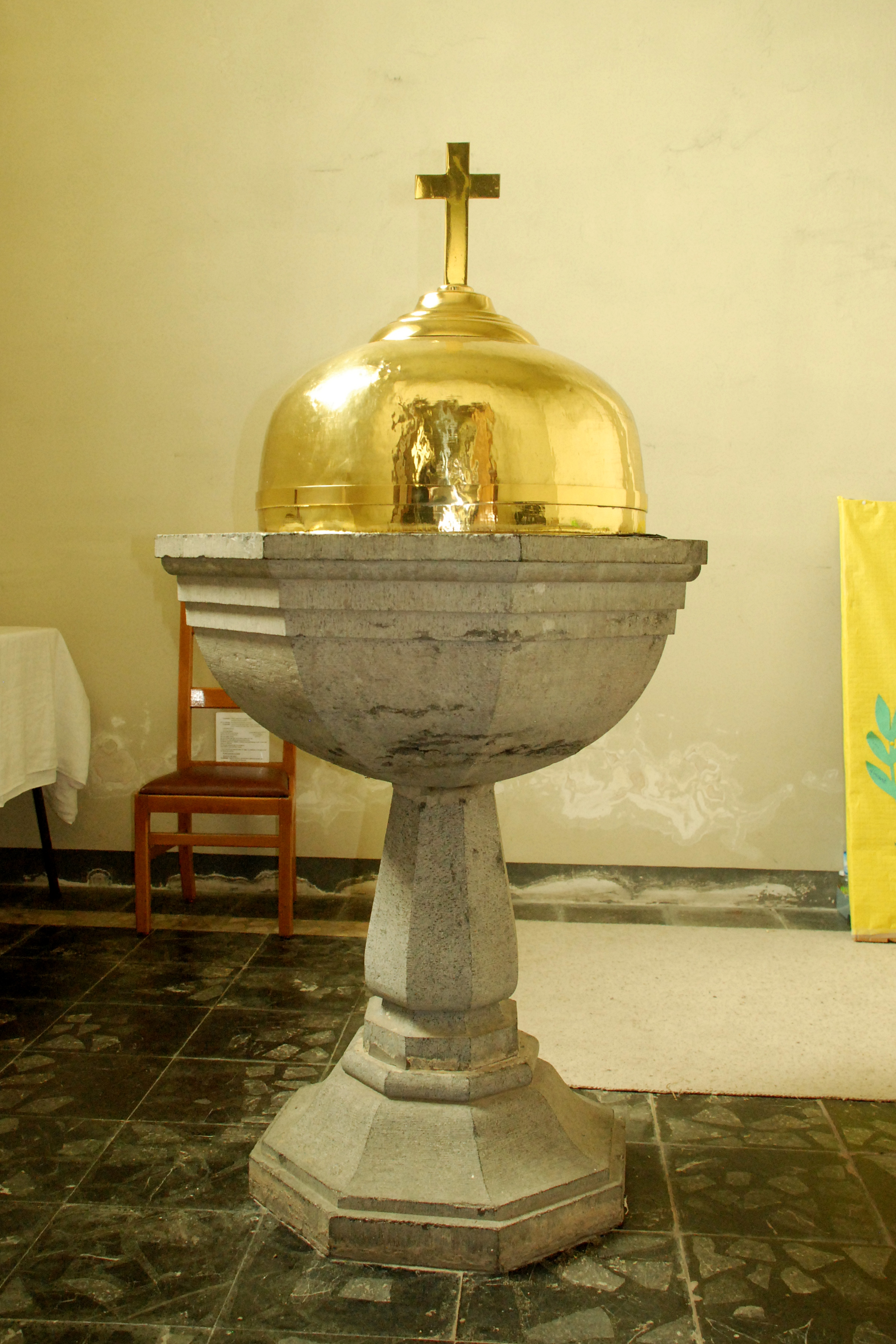
La cuve baptismale.

Les bas-côtés romans étaient à ce point délabrés qu'ils ont été complètement réédifiés en style classique en 1774. Les verrières des fenêtres des bas-côtés datent de la restauration de 1967.
Les collatéraux abritent un important patrimoine.
Ainsi, dans le collatéral sud (collatéral droit), on peut admirer :
- un tableau de Constantin Meunier intitulé « Mise au tombeau du Christ»[7] ;
- un coffre ancien ayant contenu les archives de la paroisse ;
- la dalle funéraire d'Anne de Carondelet, épouse du Commissaire Ordinaire au Roy Lope Suarez de Aedo, décédée le 17 juin 1633 sur laquelle on peut lire l'épitaphe suivante :

« Cy Gist le corps de Damoissel
 
Anne de Carondelet

Espousée au commissaire ordinaire

au Roy Lope Suarez de Aedo

Laquelle trépassa 17e de Iving 1633

Priez Dieu pour son âme »

Le baptistère, dans l'axe du collatéral sud, abrite des fonts baptismaux de forme octogonale.

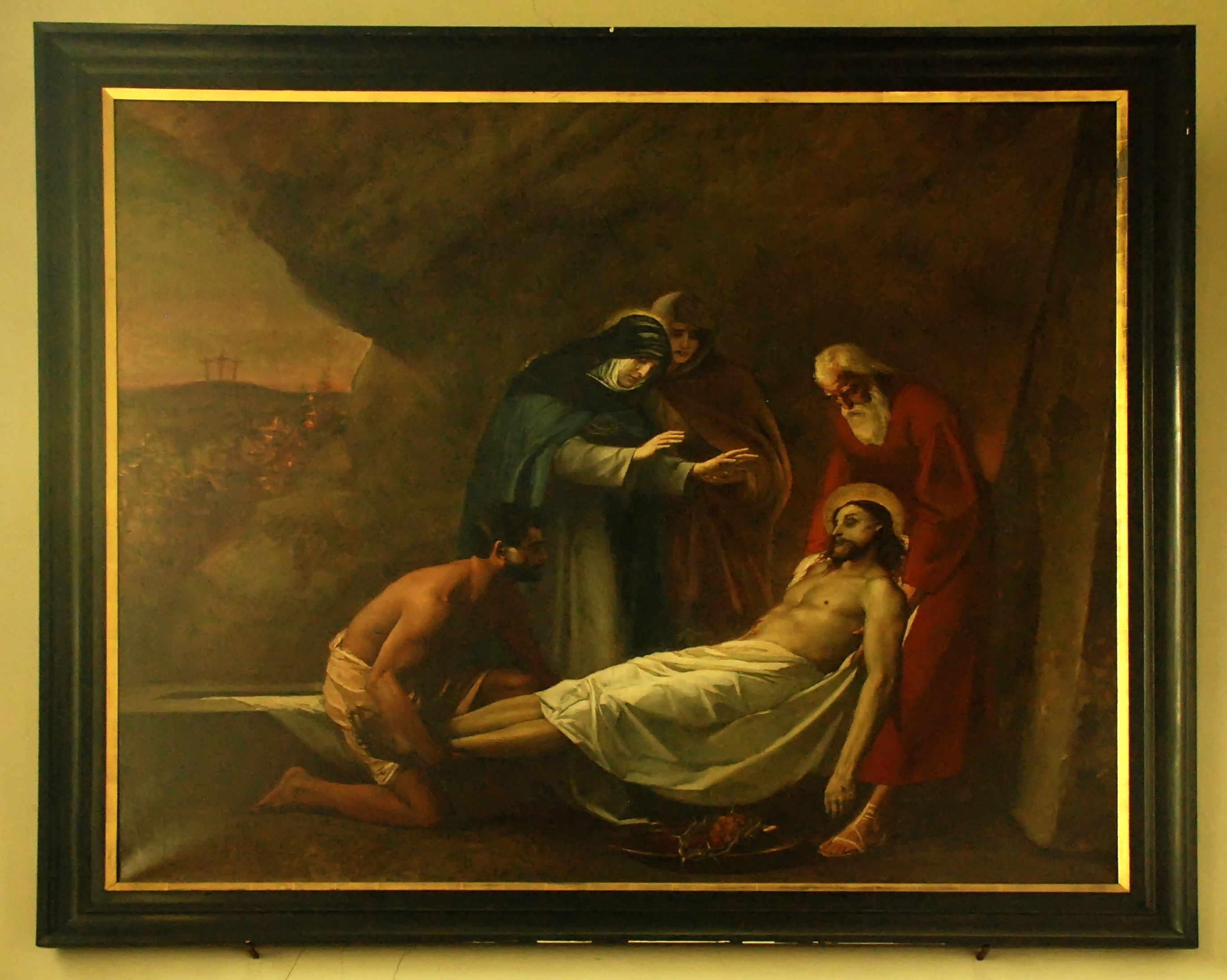
La « Mise au tombeau » de Constantin Meunier.
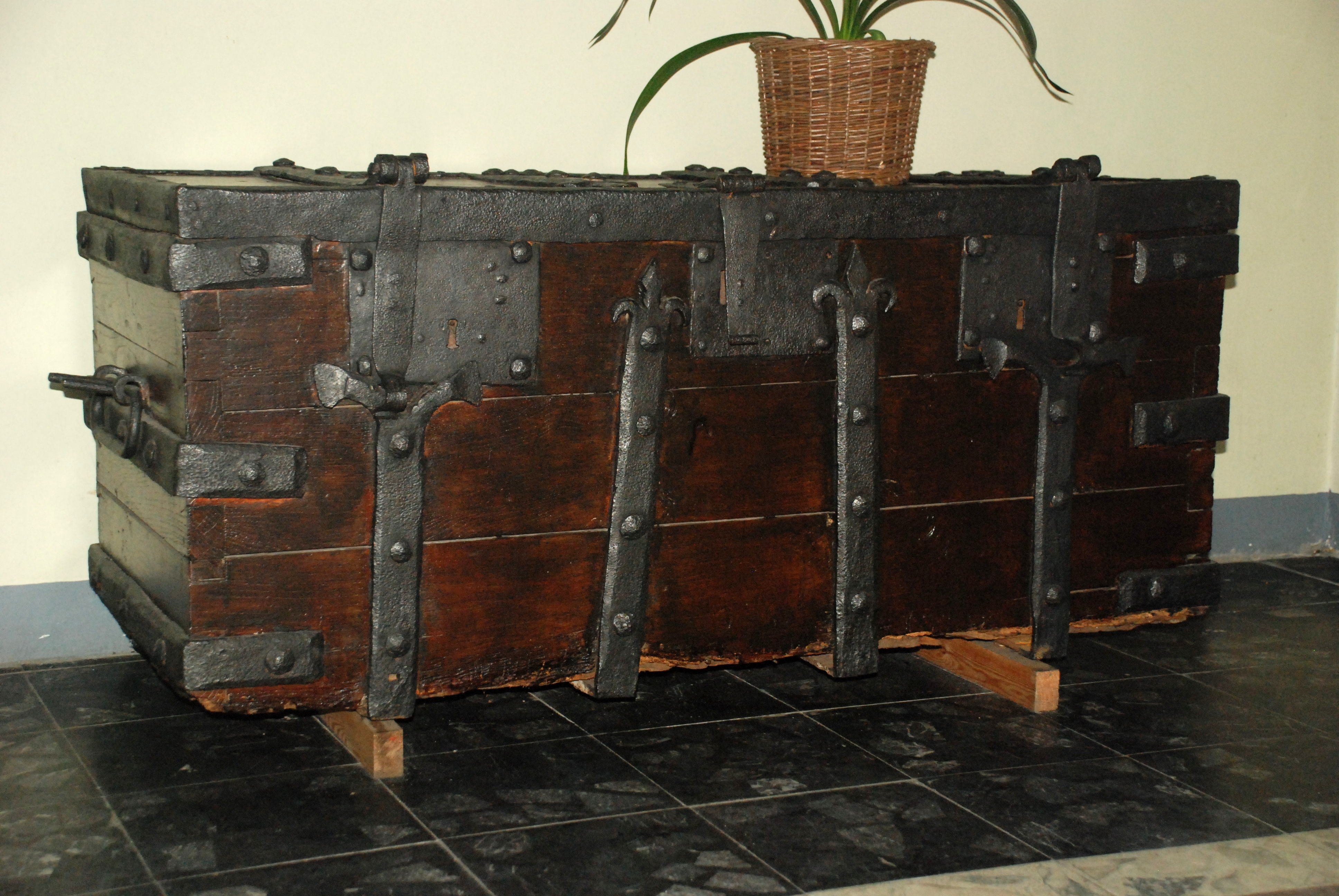
Coffre ancien.
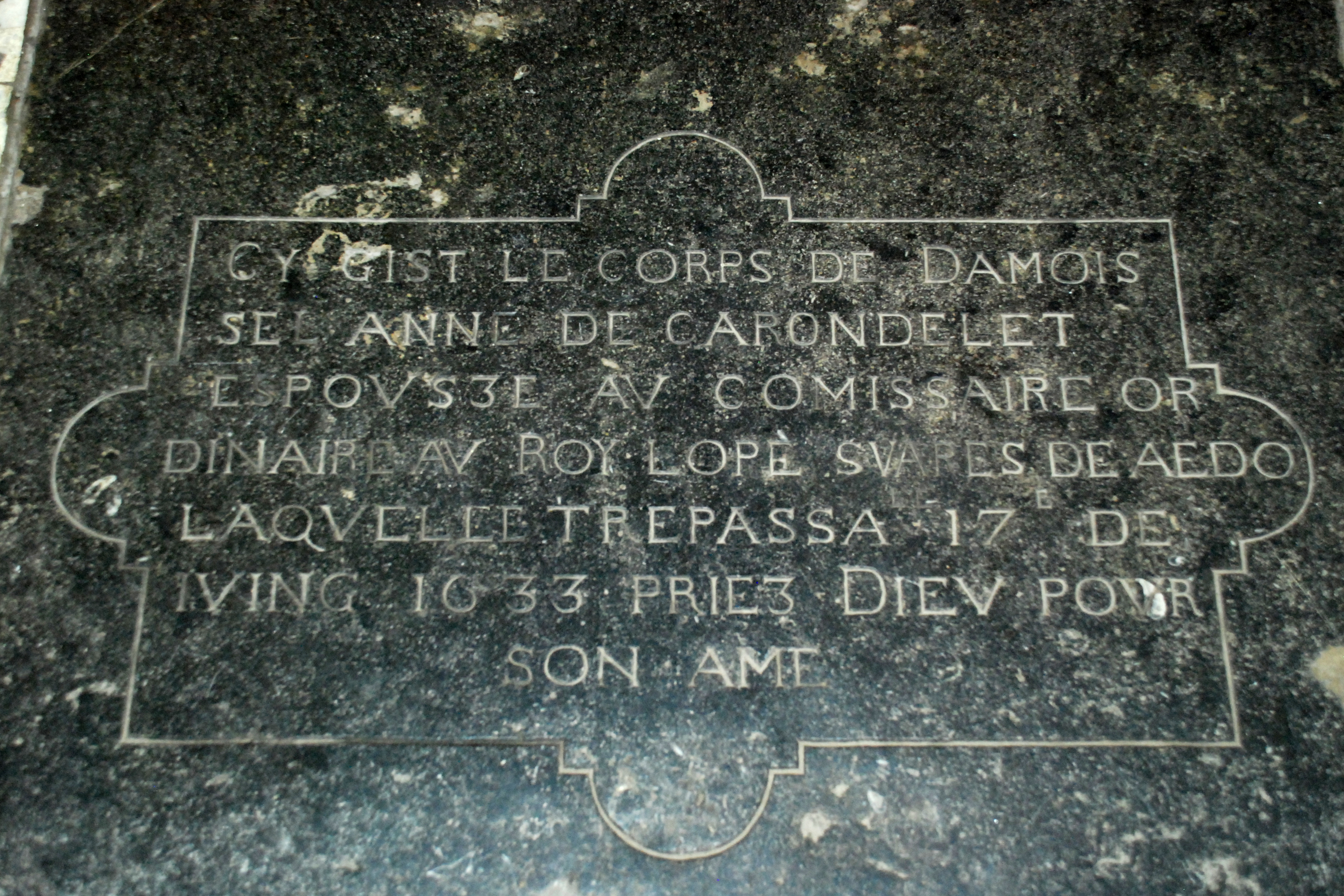
Dalle funéraire d'Anne de Carondelet.

### Le collatéral nord
Le collatéral nord (collatéral gauche), pour sa part, abrite :
- le Christ de pitié de Mousty, statue de pierre calcaire polychrome du début du XVIe siècle placée initialement à l'extérieur de l'église

- la dalle funéraire de Jean de la Motte, curé de la paroisse décédé le 12 décembre 1639, et de ses parents Josse de la Motte et Barbre le Rousseau :

« Icy Gist Sir et Mre Jean de la Motte
 
Baclr es loix pasteur de ce lieu l'espace de 37 ans 

A âge de 68 trespassa le XII de Dec 1639

En mesme lieu

Reposent le SrJosse de la Motte

Et Delle Barbre le Rousseau sa compaigne

Père et mère dudict pasteur

Priez Dieu pour leurs âmes »

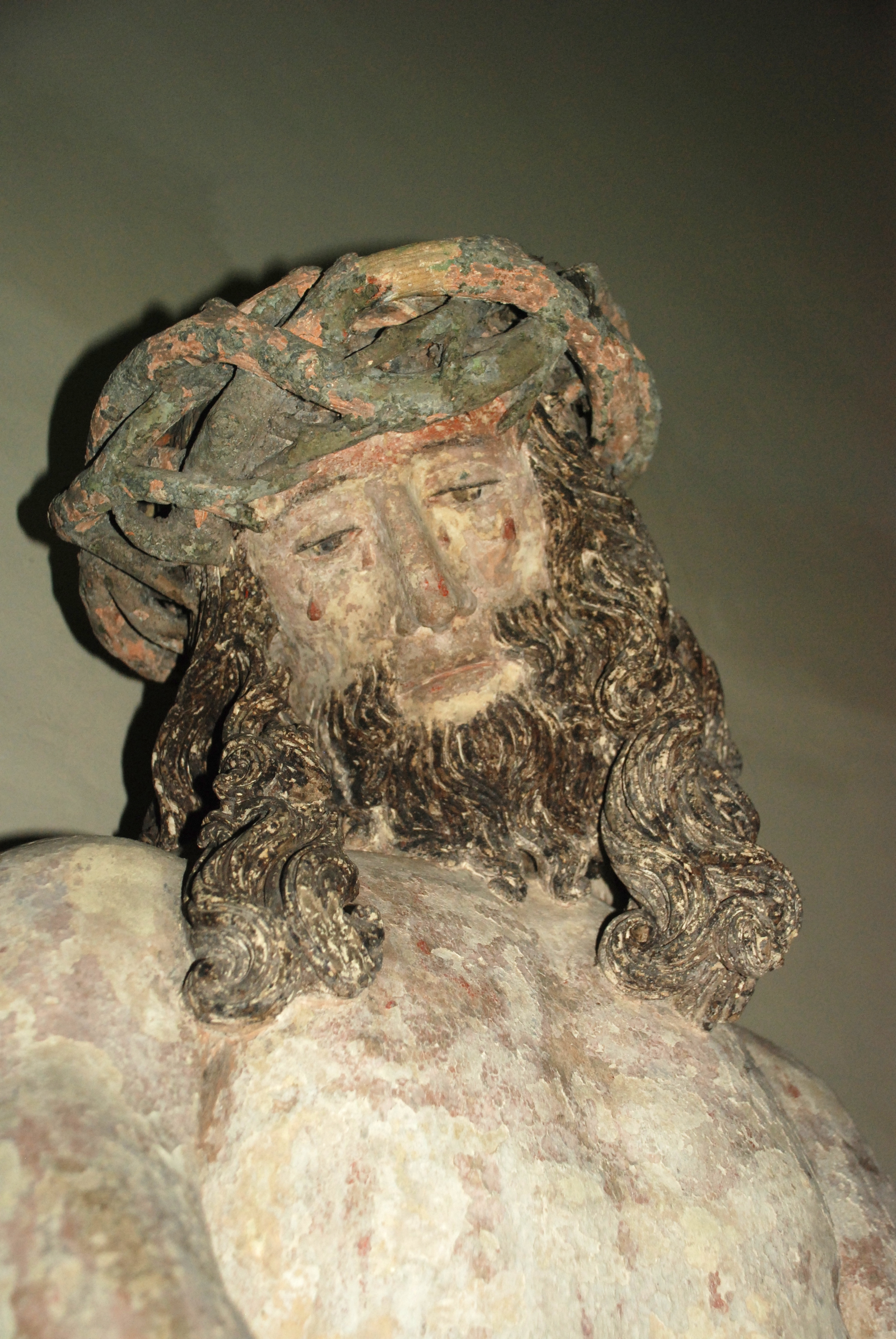
Le Christ de pitié de Mousty
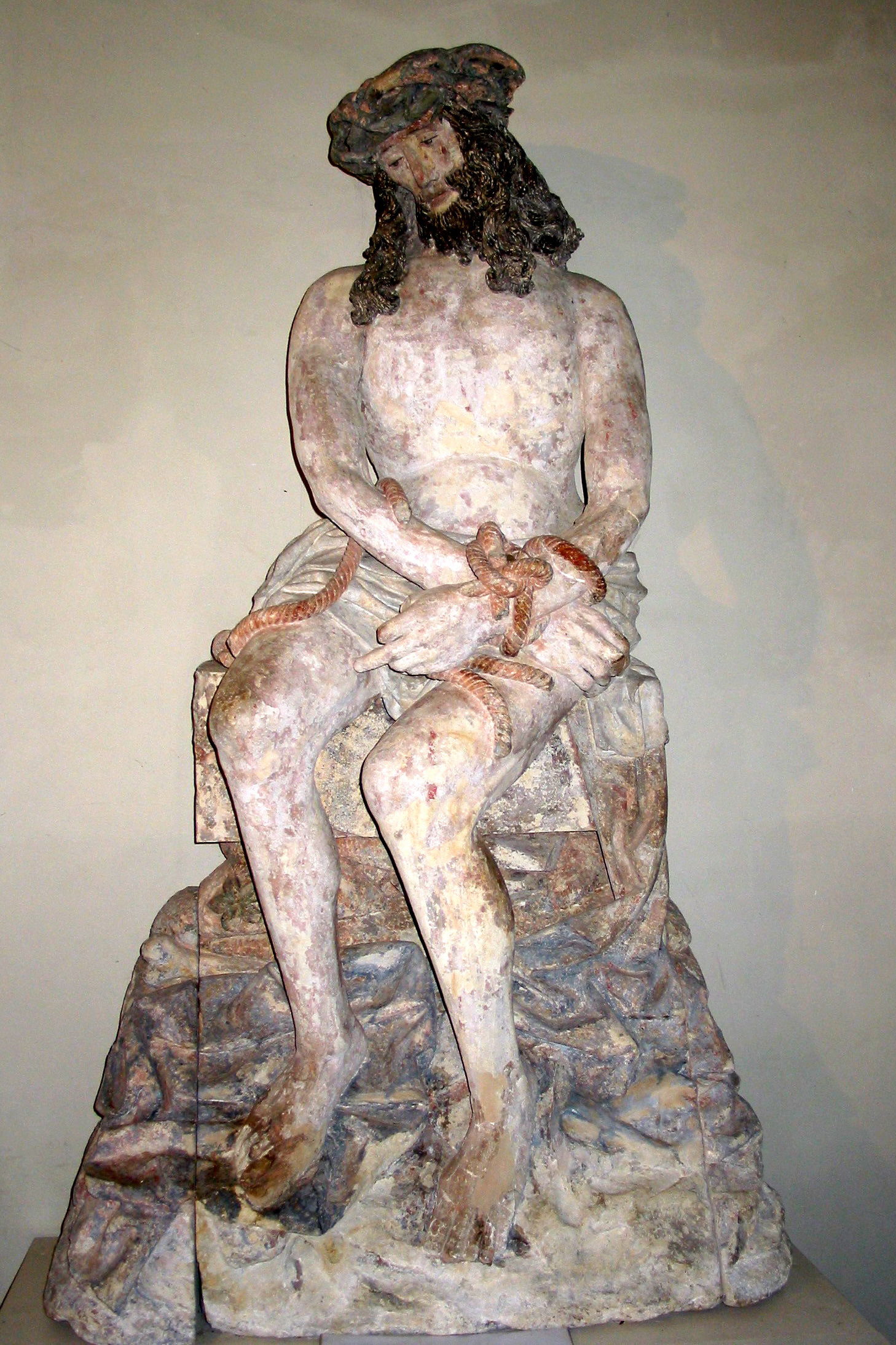
Le Christ de pitié de Mousty.
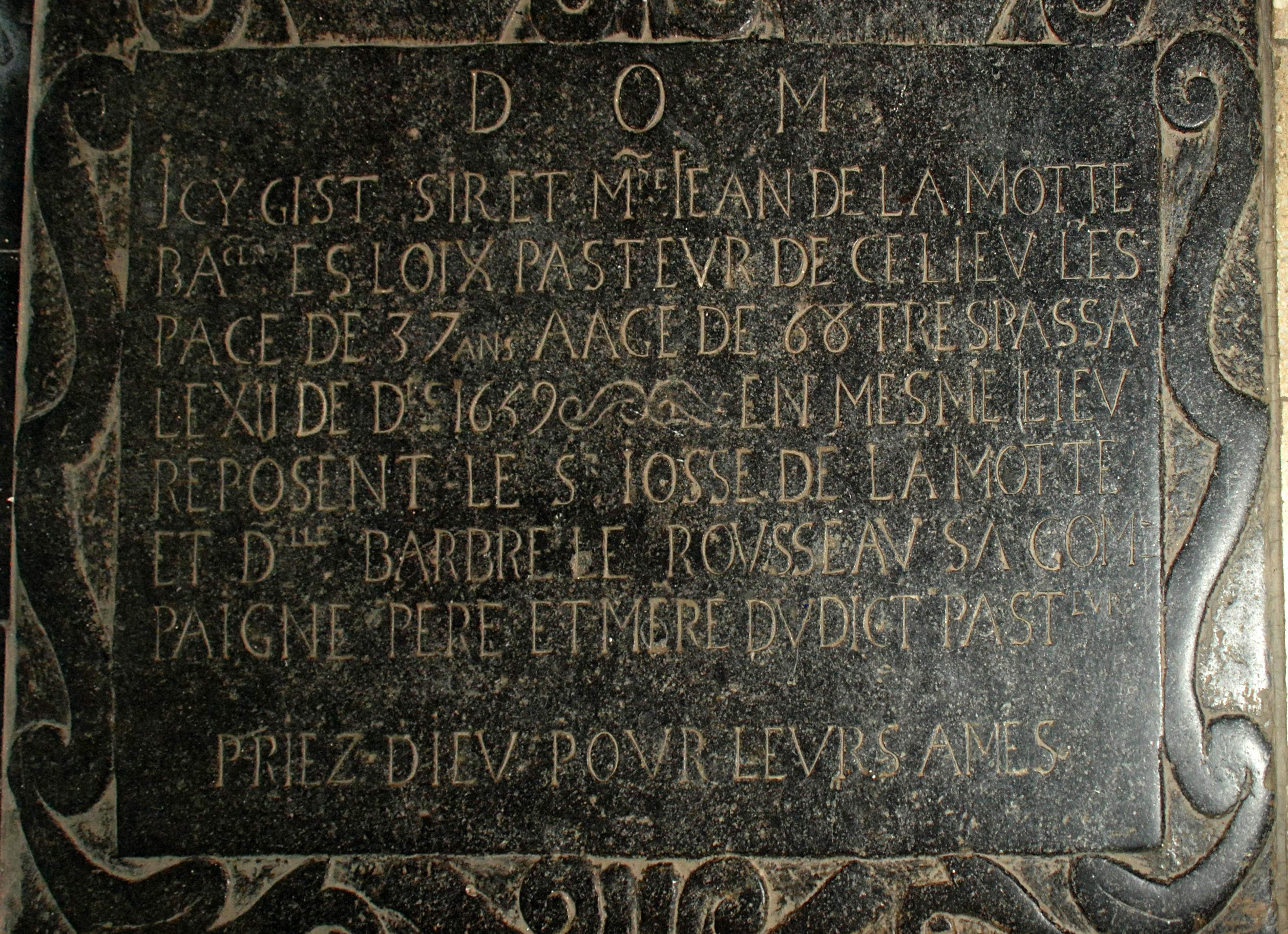
Dalle funéraire de Jean de la Motte.

### La crypte romane

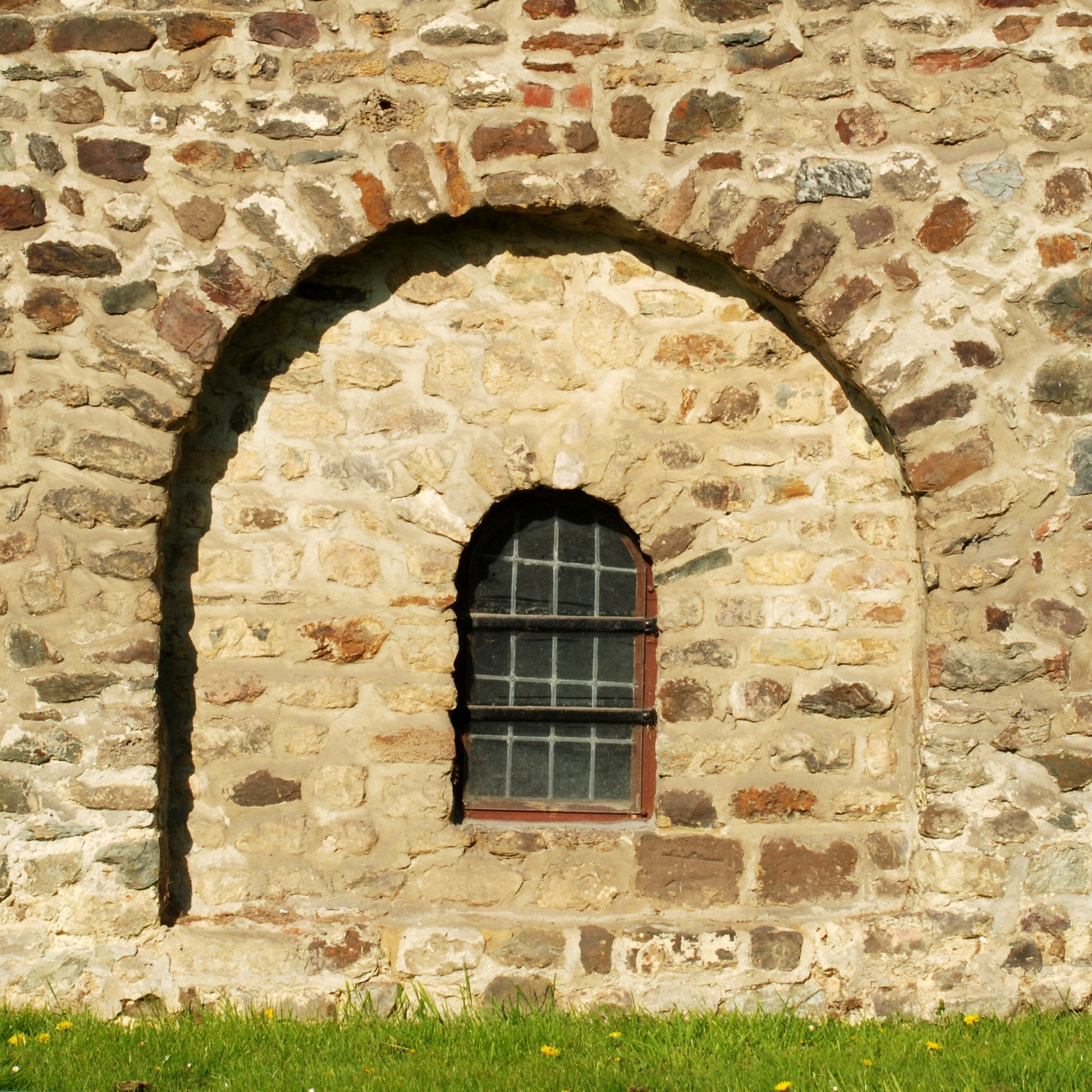
Une des fenêtres romanes de la crypte.

L'église Notre-Dame était une église d'une certaine importance comme l'atteste la présence d'une crypte romane.
La crypte, dont les murs sont blanchis à la chaux, comporte quatre travées couvertes de voûtes prenant appui sur un imposant pilier central et sur huit pilastres latéraux.
Elle est éclairée par quatre fenêtres percées dans les façades du chevet plat.
À l'époque romane, le pavement de la nef de l'église était situé deux mètres plus bas qu'actuellement, ce qui permettait aux pèlerins d'accéder directement de la nef à la crypte.
Mais la crypte fut condamnée à la suite d'un tremblement de terre en 1828 et ne fut dégagée que lors des travaux de rénovation de 1967.
La crypte abrite le moulage d'une tête de femme en marbre trouvée en 1905 dans des ruines romaines proches de l'église de Mousty : cette figure datant de l'époque de la dynastie romaine des Sévères devait se trouver dans une niche d'un monument funéraire.

La crypte romane
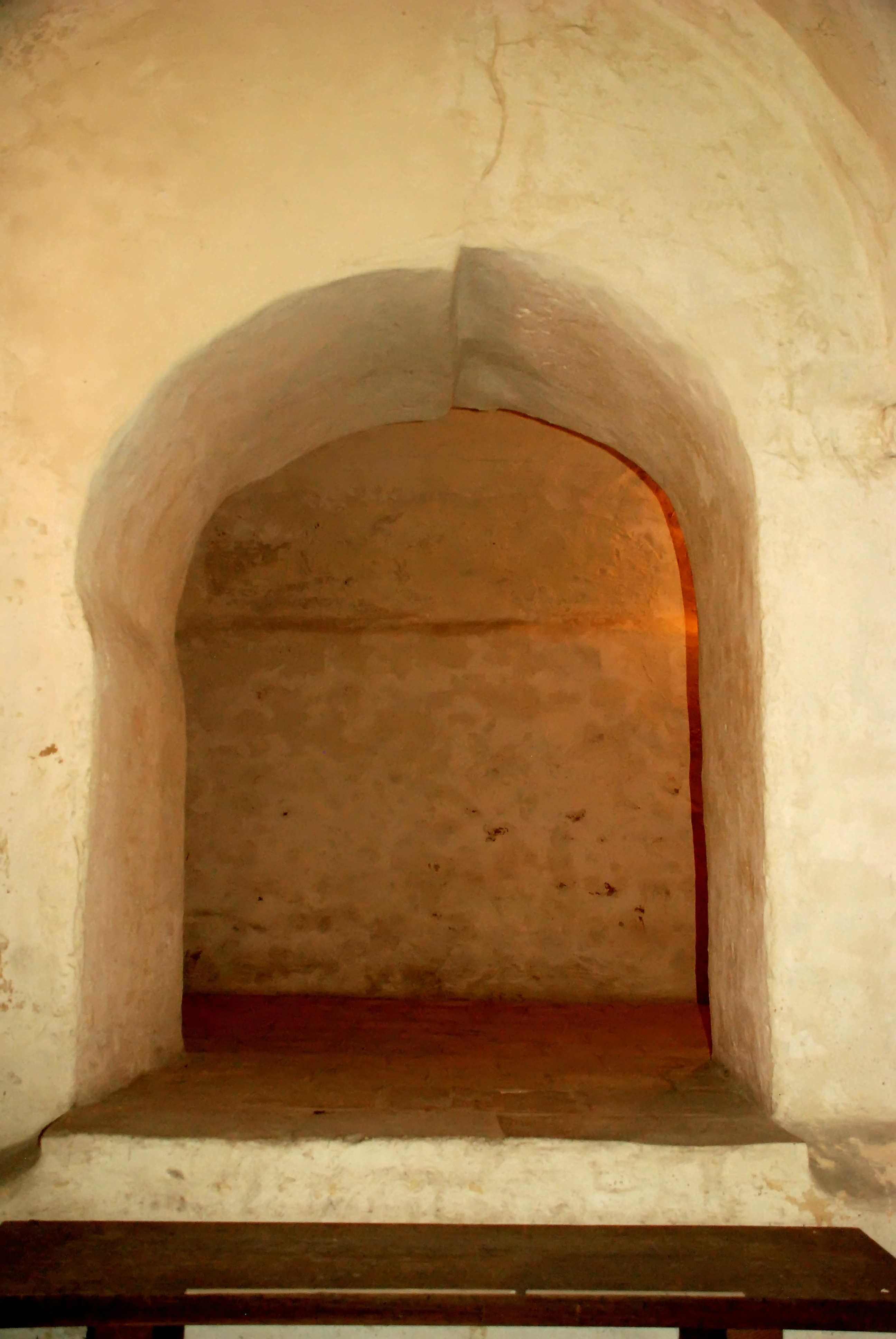
La porte sud.
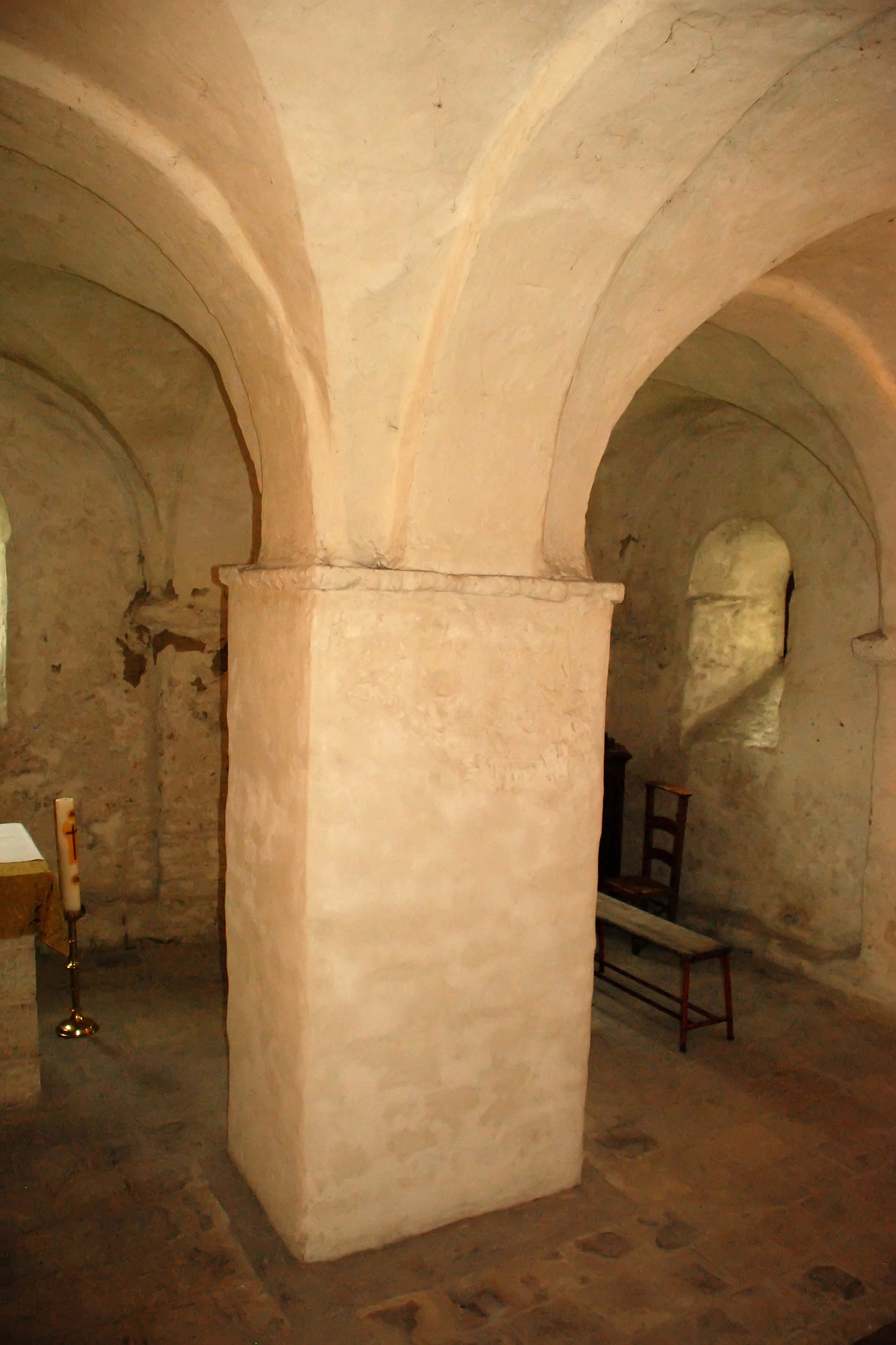
Le pilier central.
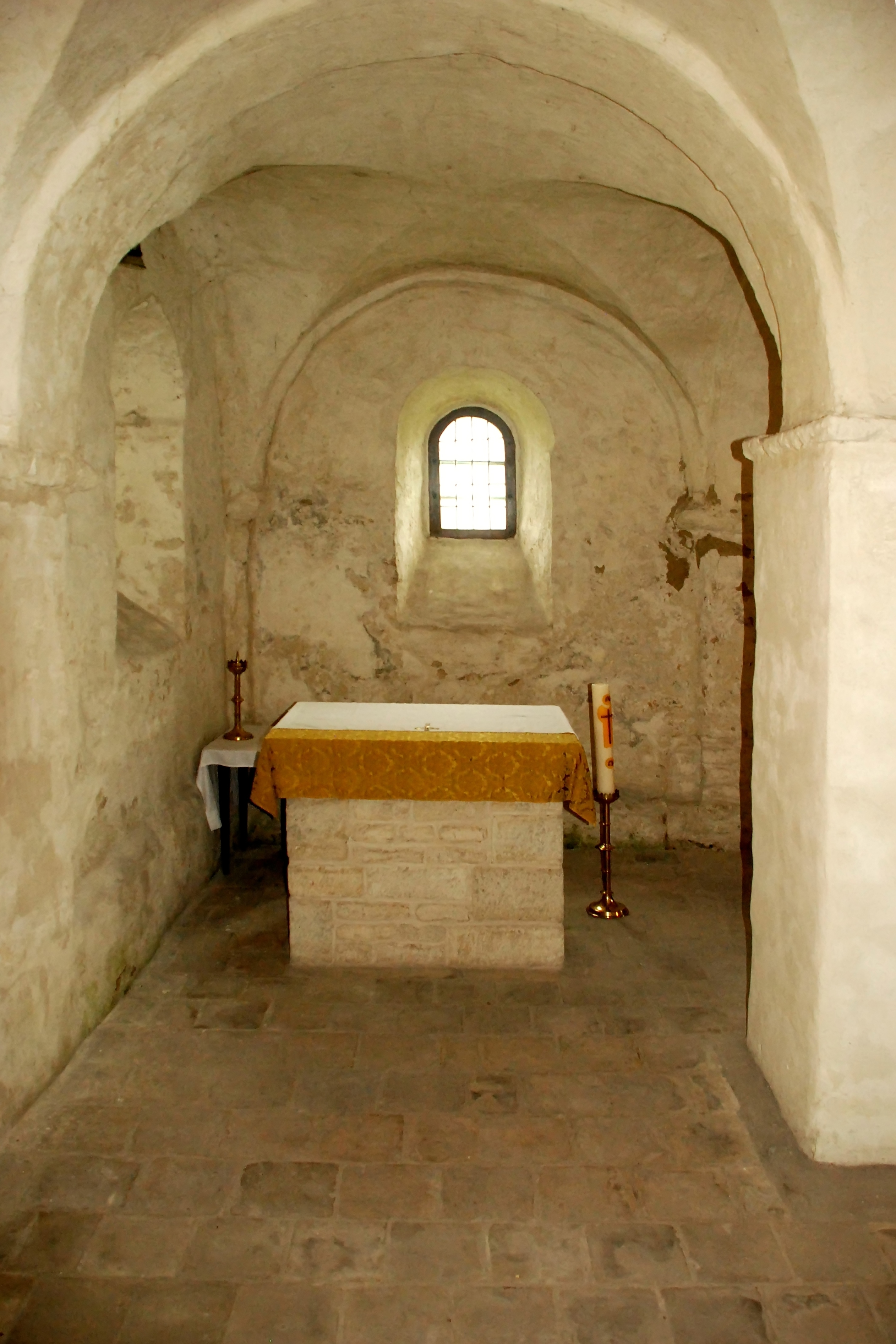
Les travées septentrionales.
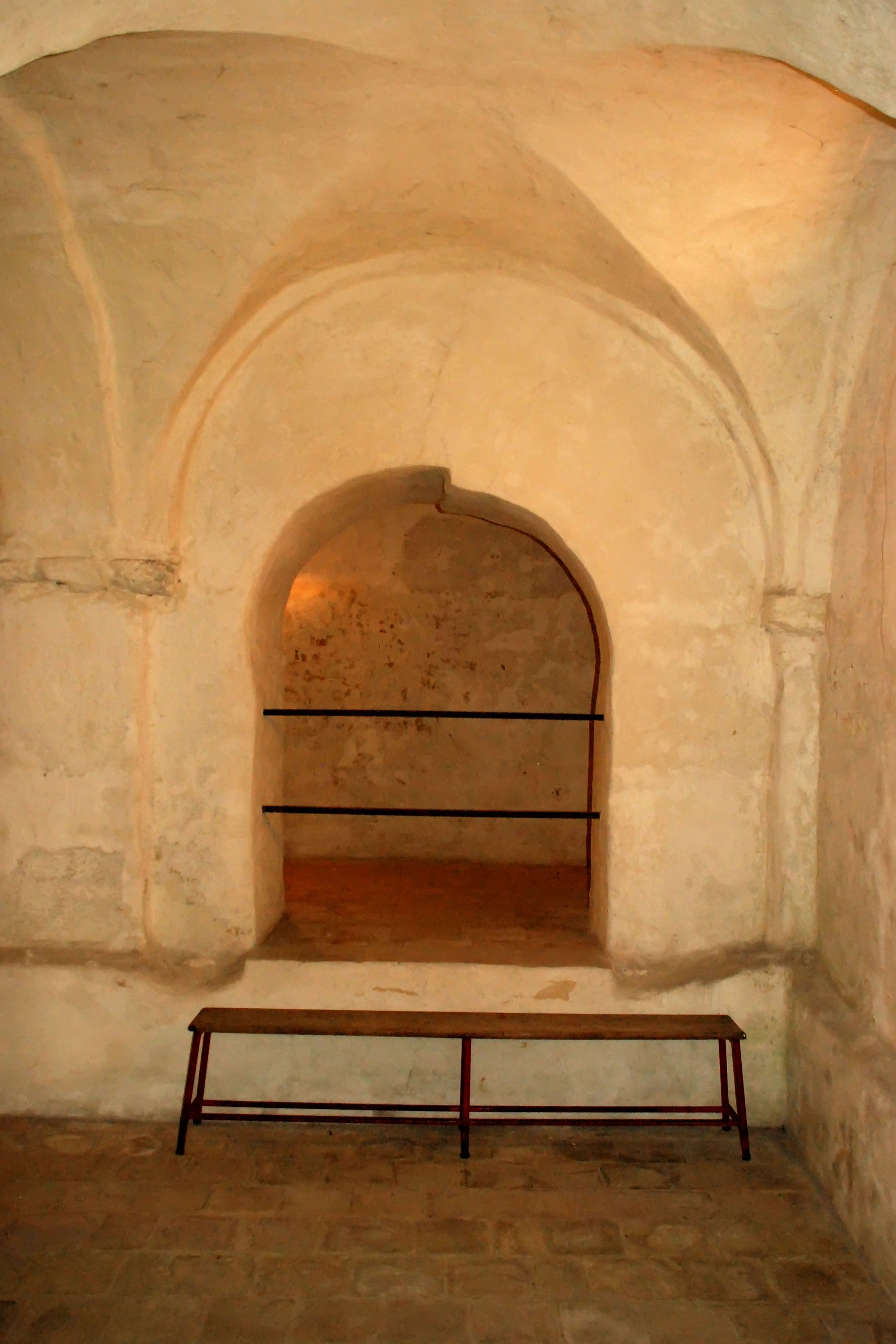
La porte nord encadrée de pilastres.
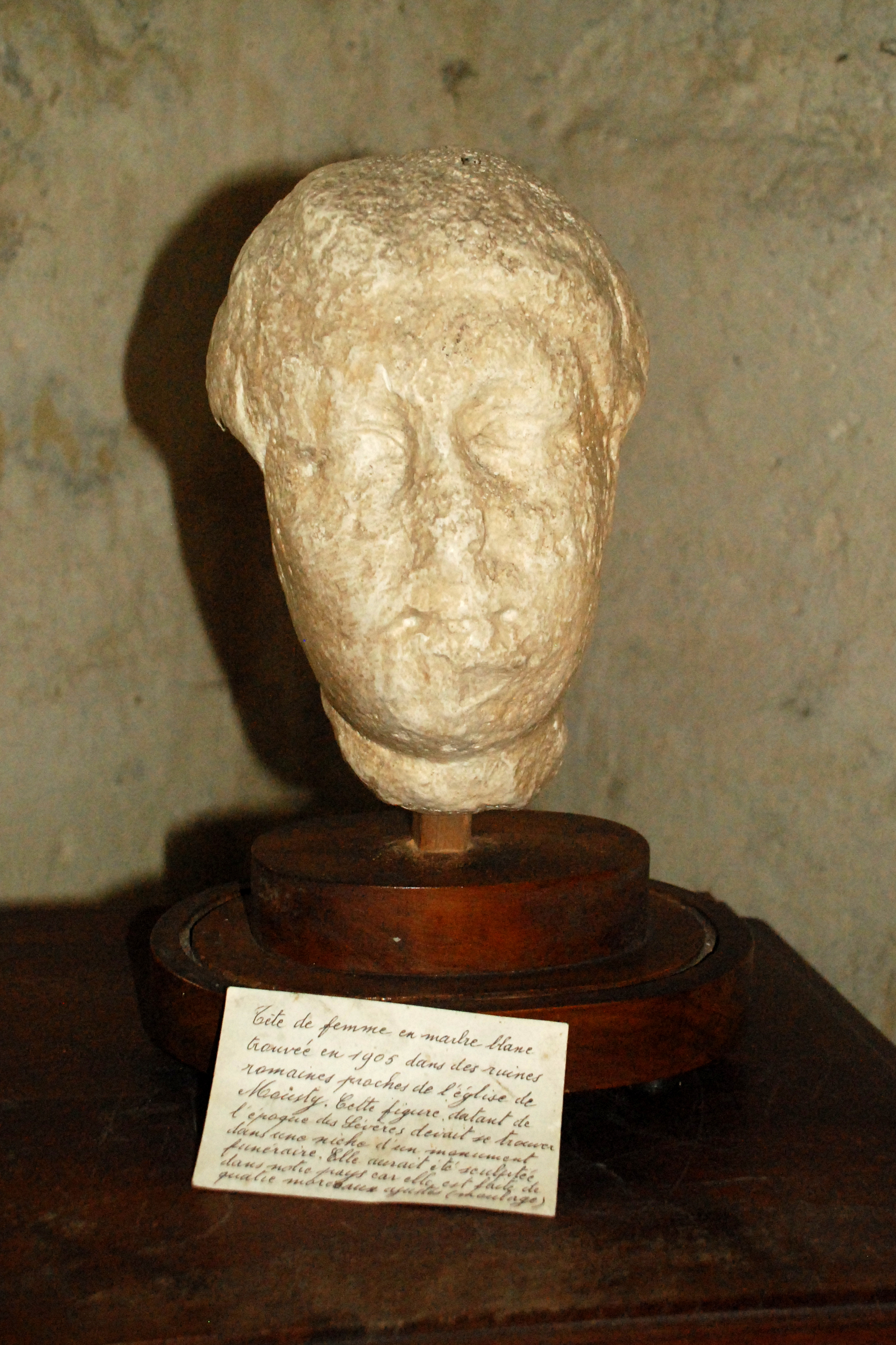
La tête de femme en marbre.

## Abords

### Ancien cimetière paroissial

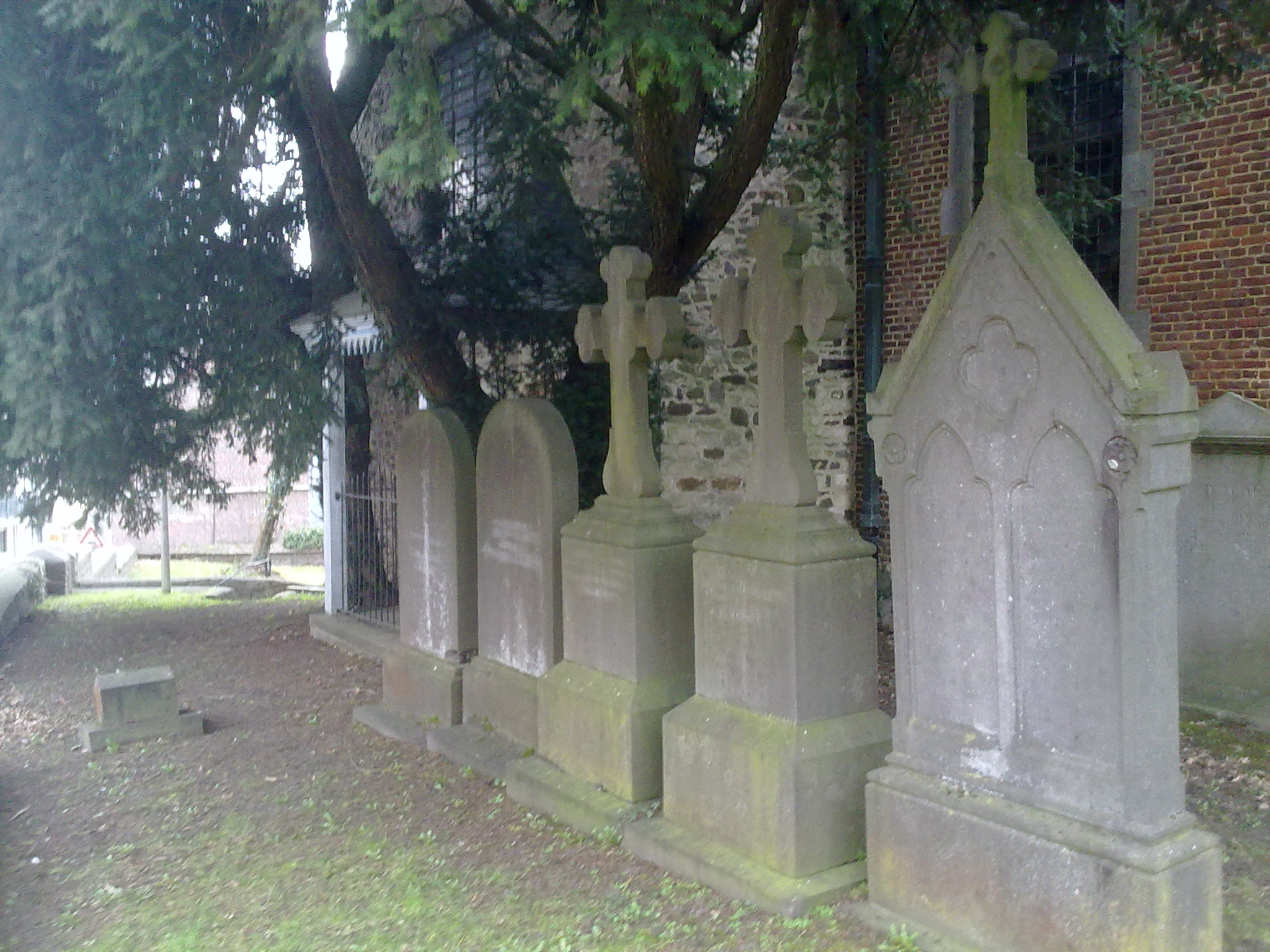
Anciennes pierres tombales le long de la façade nord.

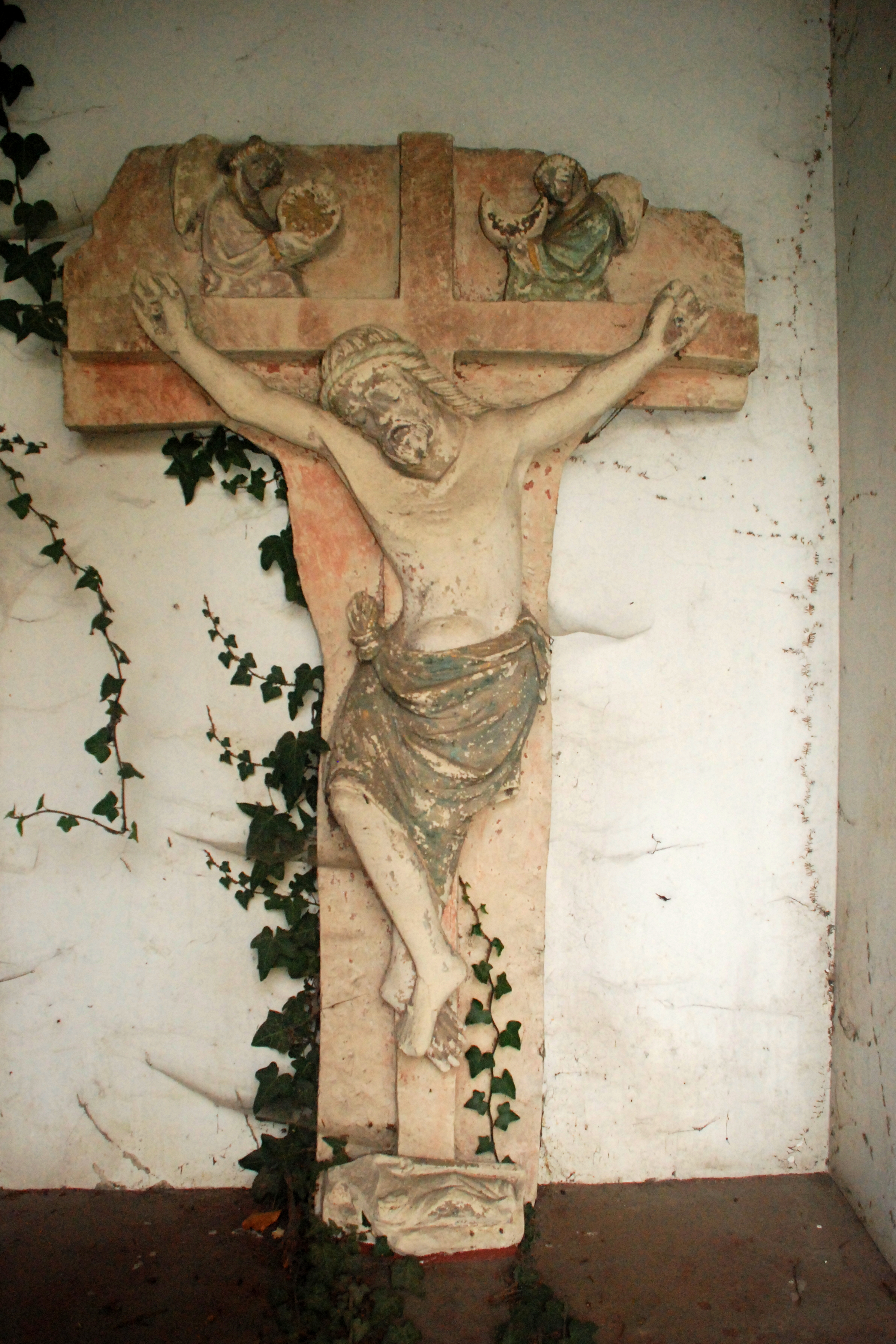
Le Christ adossé au bras nord du transept.

L'église est entourée de l'ancien cimetière paroissial, aujourd'hui désaffecté mais qui a conservé quelques monuments funéraires.
Le côté sud du cimetière, dominé par l'imposante silhouette d'un grand arbre solitaire, a été presque entièrement dégagé : on n'y trouve plus qu'une croix de fer et un fragment de pierre tombale à même le sol.
La façade nord conserve quelques monuments funéraires accolés contre la façade ainsi qu'une rangée de monuments funéraires, parfaitement alignés à quelques mètres de la façade, mais, surtout, elle est ornée d'un auvent adossé au bras nord du transept et orné de lambrequins abritant un Christ en croix protégé par une grille.
La façade occidentale, enfin, conserve quatre pierres tombales du XIXe siècle, accolées contre la façade de part et d'autre de l'entrée.

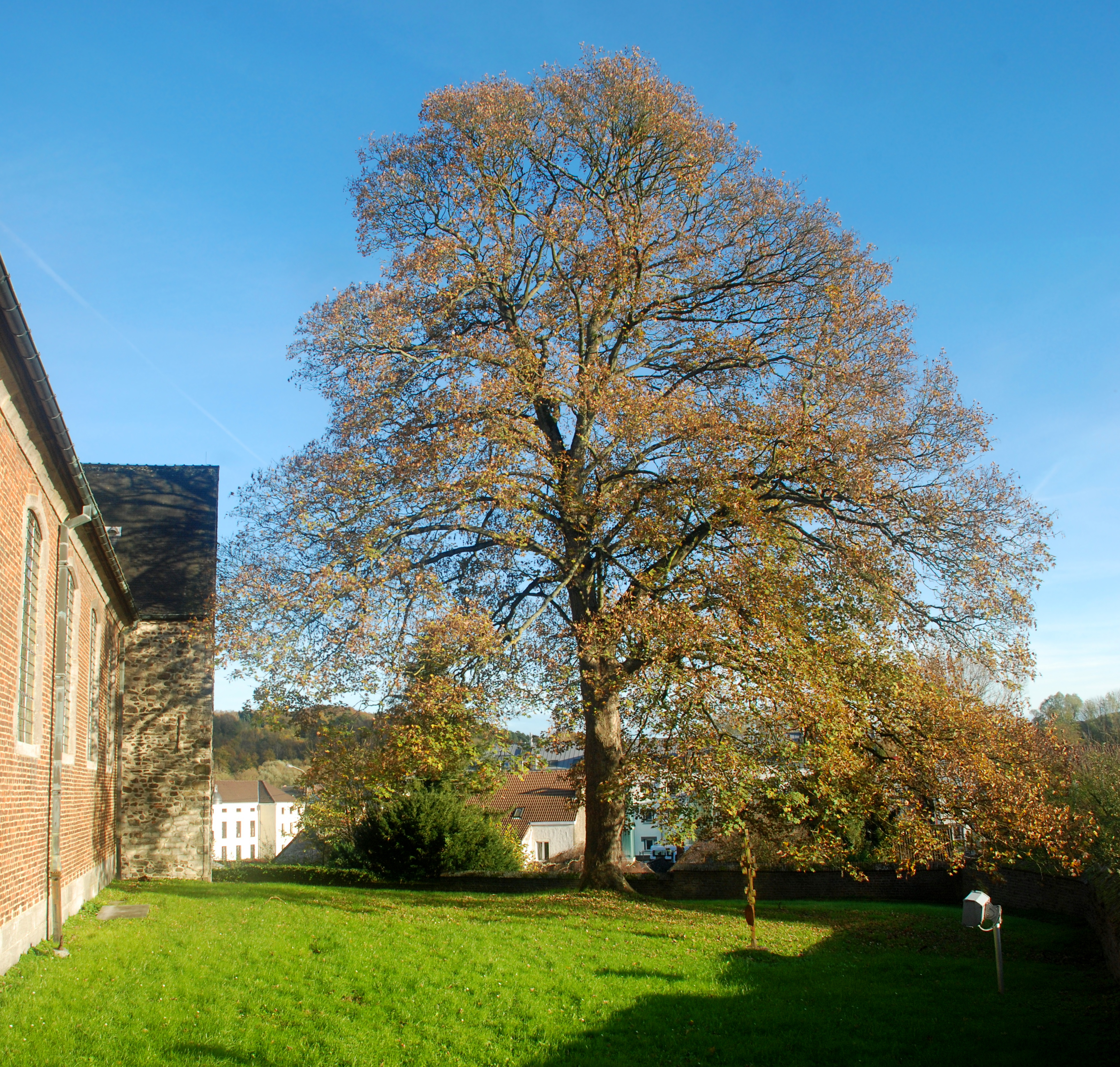
Côté sud du cimetière désaffecté.
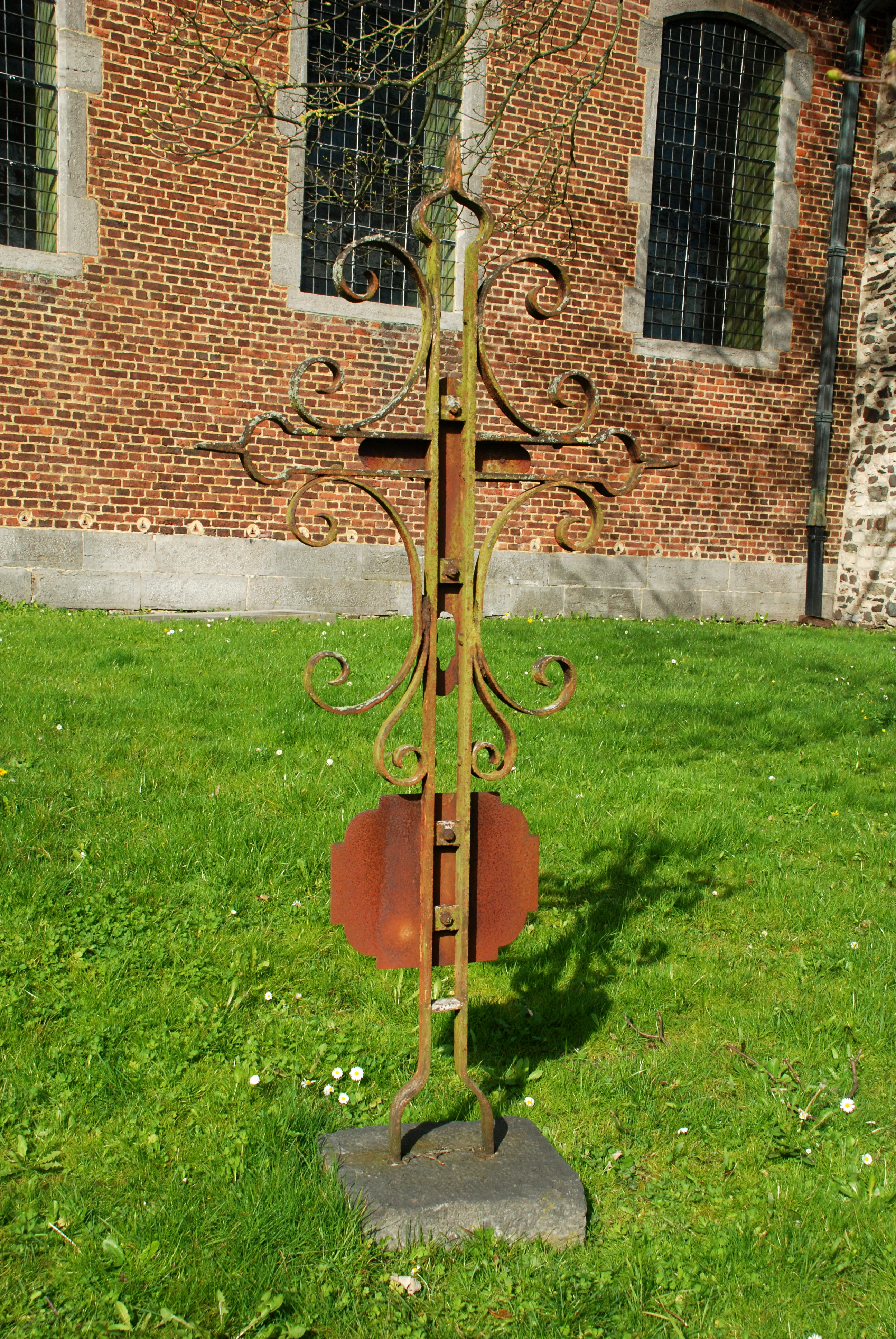
Croix de fer.
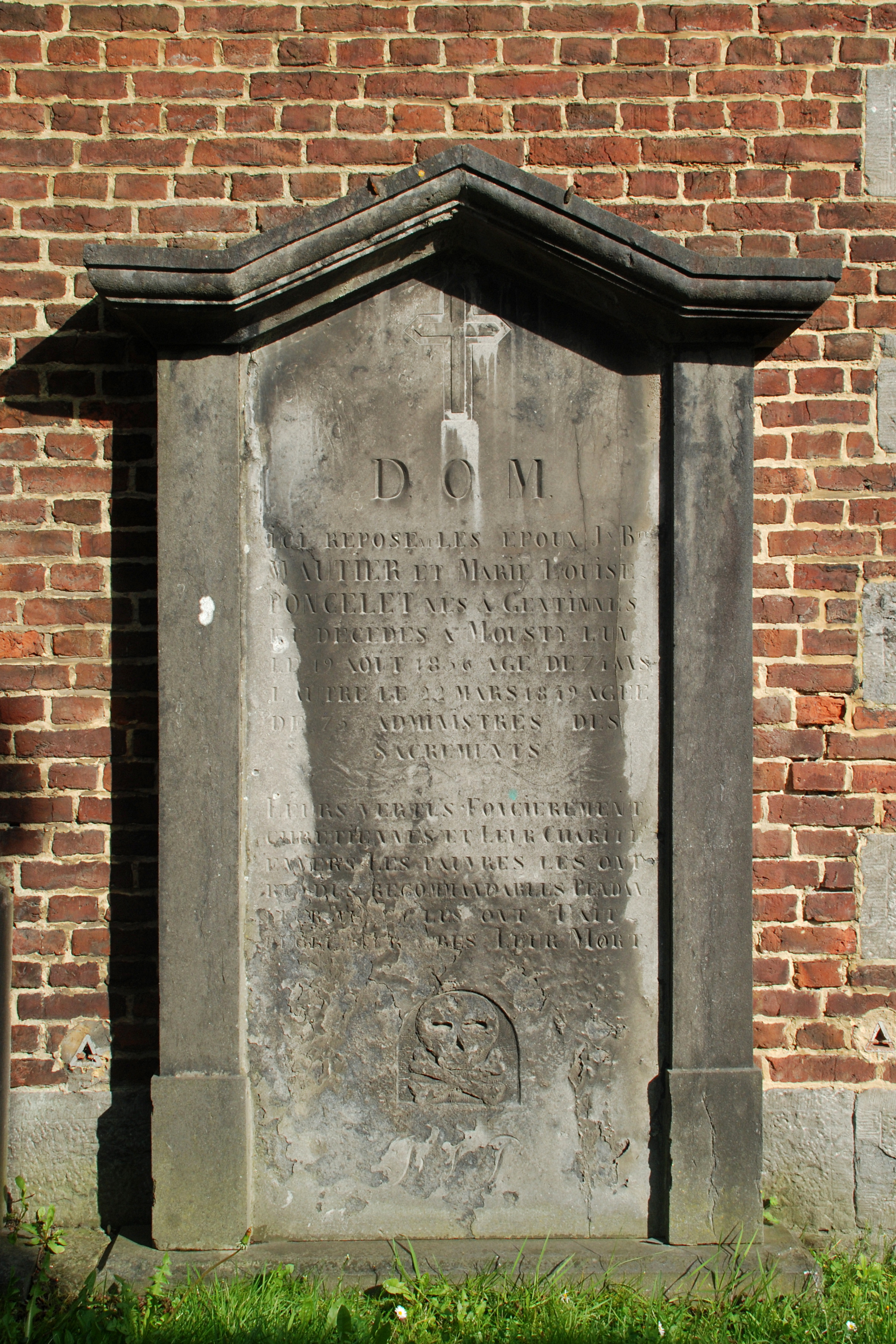
Pierre tombale à droite de la porte d'entrée.

### Parvis
Sur le parvis de l'église se trouve une stèle aux anciens combattants sur laquelle est gravé un hommage en lettres d'or :

« n'oublions pas

à la mémoire

des glorieux soldats morts au champ d'honneur.

berthet f. disparu à loncin
 
daout a. disparu à ramscappelle

dumont h. tombé à ougrée

gilbert a. mort à bruges

lambert h. tombé à herent

des victimes de la cruauté allemande

leurquin a. mort en déportation à wittenberg

bastians c. et musette a. tués traîtreusement à limelette

1914 - 1918 »

Sous cette stèle figure un hommage à un pionnier colonial au Congo :

« hommage de la commune de ceroux-mousty à

dandoy arthur, géomètre, pionnier colonial

1897 - 1901, décédé à Lusambo, Kasai, à l'âge de 24 ans »